# McDonnell F-4
Die McDonnell F-4 Phantom II (später als McDonnell Douglas F-4 Phantom II bezeichnet, wobei die II oft weggelassen wird) ist ein zweisitziges, allwetterfähiges, zweistrahliges, überschallfähiges Kampfflugzeug, ursprünglich von der McDonnell Aircraft Corporation entworfen. Die F-4 wurde zuerst von der US Navy (USN) 1960 in Dienst gestellt, später aber auch von der Air Force (USAF) und den US Marines (USMC) geflogen, bei denen sie sich in den 1960er-Jahren als vorherrschendes Flugzeugmuster etablierte.
Ursprünglich als reiner Allwetterjäger geplant, wurde sie im Laufe ihrer Dienstzeit auch für andere Rollen adaptiert, so als Jagdbomber oder Aufklärungsflugzeug. Auch die SEAD-Aufgaben (Wild Weasel) wurden von F-4 geflogen. Die Einführung des Flugzeuges in den Luftstreitkräften von insgesamt elf anderen Staaten, unter anderem Deutschland, führten zu einer Vielzahl unterschiedlicher Varianten und Aufrüstungen für verschiedene Rollen. Die F-4 kam in vielen Konflikten zum Einsatz, beispielsweise auf US-amerikanischer Seite im Vietnamkrieg und dem Zweiten Golfkrieg oder auf israelischer Seite im Nahostkonflikt. Obwohl das Flugzeug seit mehr als 50 Jahren im Dienst ist und von den größten Nutzerstaaten (wie der USAF, der RAF und der deutschen Luftwaffe) 2013 außer Dienst gestellt wurde, verbleibt sie in einigen Staaten immer noch im aktiven Dienst.

## Geschichte

### Entwicklung

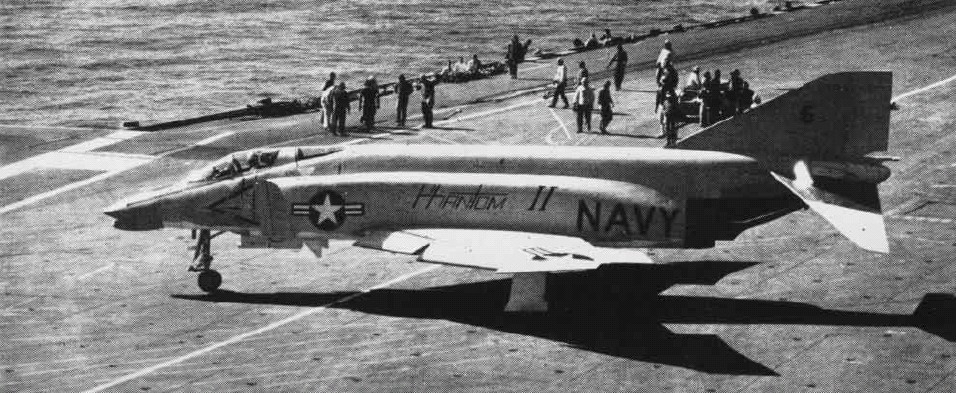
Eine F4H-1F 1960

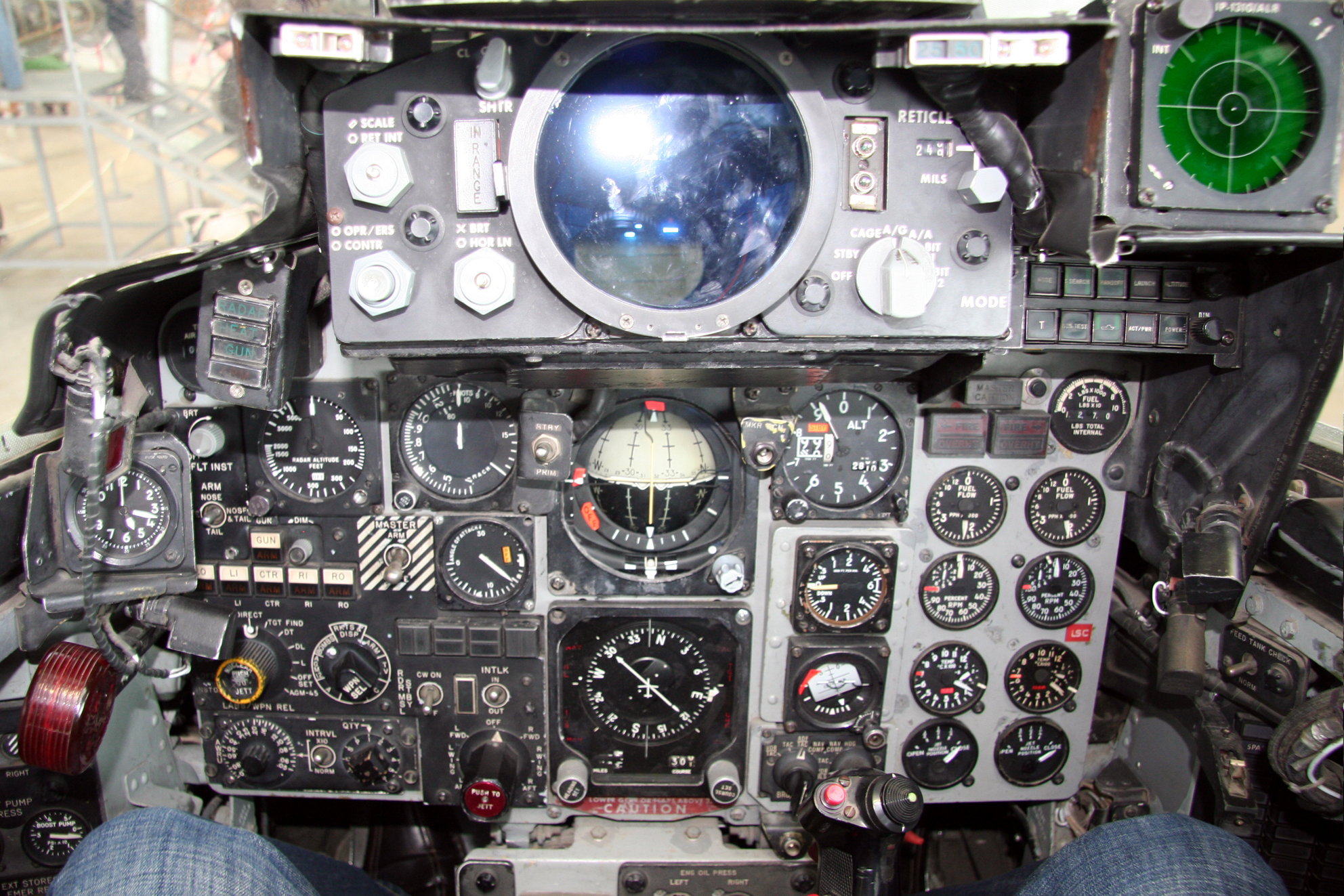
Das Cockpit einer F-4E Phantom II (1968)

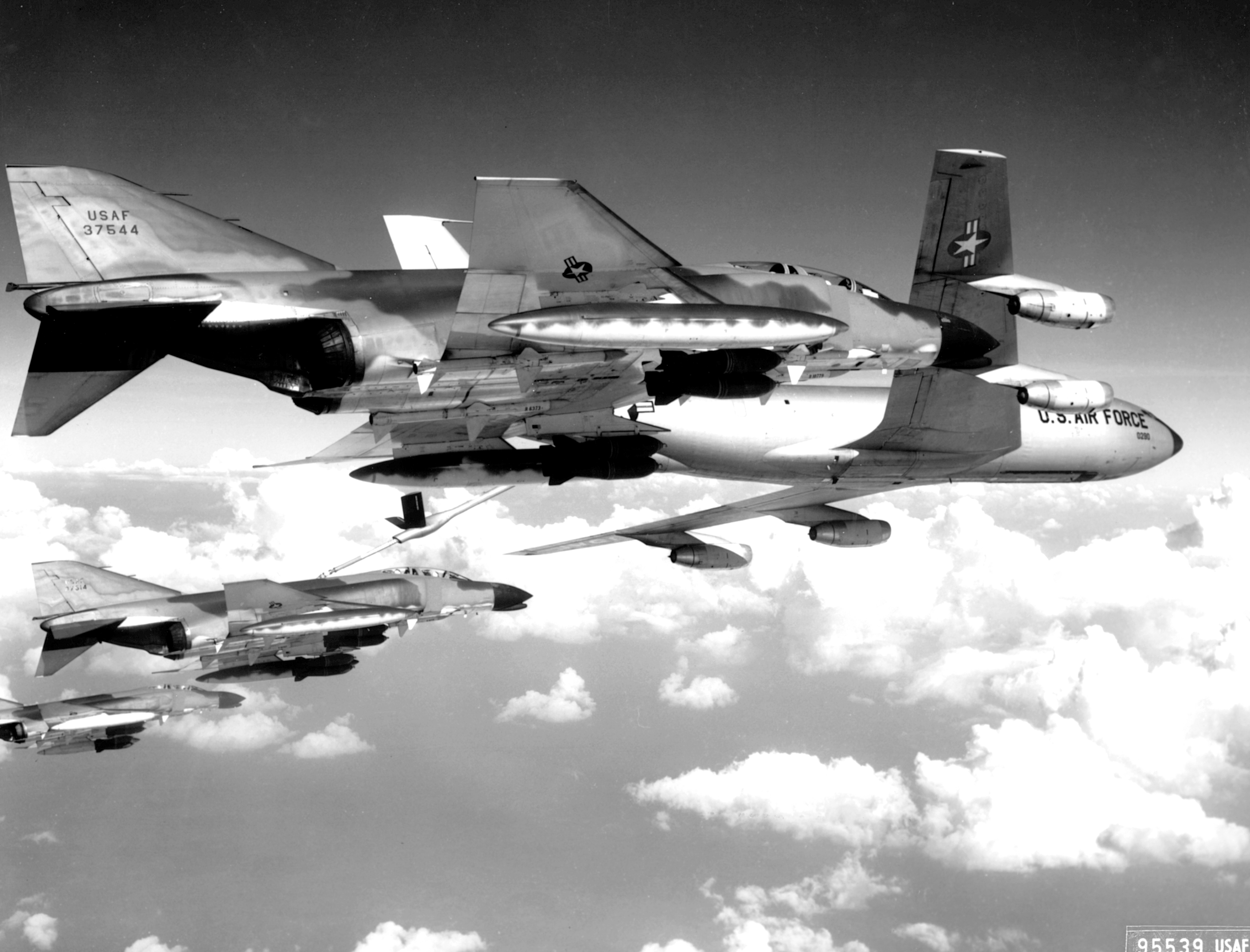
F-4C werden von einer KC-135A aufgetankt

Im Jahr 1953 begann die McDonnell Aircraft Corporation, ihren F3H-Demon-Jäger zu überarbeiten. Der US Navy schlug sie eine Super Demon in drei Versionen vor: F3H-E mit einem Wright-J67-Triebwerk, F3H-G mit zwei Wright-J65-Triebwerken und eine F3H-H mit zwei General-Electric-J79-Triebwerken. Das Flugzeug wurde in Versionen mit einem oder zwei Besatzungsmitgliedern und verschiedenen Bewaffnungen angeboten, wobei bei der zweisitzigen Variante der hintere Platz vom Waffensystemoffizier eingenommen wird. Die US Navy zeigte Interesse an der F3H-G/H und bestellte ein Demonstrationsmodell für ein Angriffsflugzeug, da die Grumman F9F Panther und die Chance-Vought F8U Crusader schon als Jagdflugzeuge vorgesehen waren.
Am 18. Oktober 1954 schloss die US Navy mit der McDonnell Aircraft Corporation einen Vertrag über die Entwicklung eines zweisitzigen Angriffsflugzeugs unter der Bezeichnung AH-1. 1955 wurden die Spezifikationen geändert, so dass nun ein Langstrecken-Abfangjäger für die Flottenverteidigung entwickelt werden sollte. Bezeichnet wurde dieser nun als F4H-1, da die Rolle des Angriffsflugzeugs durch die Douglas A4D Skyhawk und die des Jagdflugzeugs durch die F8U ausgefüllt werden sollten. Mit der Vereinheitlichung des Bezeichnungssystems für Luftfahrzeuge der US-Streitkräfte im Jahr 1962 änderte sich die Bezeichnung des Flugzeugs von F4H in F-4.
Die zweisitzige F4H-1 sollte von zwei General-Electric-J79-Triebwerken angetrieben werden und mit einem APQ-72-Radar ausgerüstet werden. Als Bewaffnung waren sechs AIM-7-Sparrow-Lenkflugkörper vorgesehen.
Am 3. Juli 1959 feierte McDonnell sein 20-jähriges Unternehmensjubiläum, und die neue F4H-1 erhielt formell die Bezeichnung Phantom II, in Anlehnung an die frühere McDonnell FH-1 Phantom (zuerst als FD-1 bezeichnet, siehe auch Bezeichnungssystem für Luftfahrzeuge der US Navy von 1922 bis 1962). Allerdings wurde die FH-1 nur in sehr geringen Stückzahlen gebaut und war nur kurze Zeit im Einsatz, so dass sie weitgehend in Vergessenheit geraten war – daher wurde die Phantom II bald im Sprachgebrauch ebenfalls zur „Phantom“. Unter dieser Bezeichnung wurde sie schließlich weltbekannt.
Die F4H-1 hatte mit Testpilot Robert Little am 27. Mai 1958 von St. Louis, Missouri aus ihren Erstflug. Die Testflüge zeigten eine Reihe von notwendigen Verbesserungen auf, etwa die später charakteristische Stellung der Flügelenden und des Heckleitwerks oder die Anhebung des hinteren Cockpits. Am 21. Oktober 1959 stürzte die Erstflugsmaschine ab. 1960 wurden die Tests zur Feststellung der Tauglichkeit für den Einsatz auf Flugzeugträgern durchgeführt und Ende des Jahres erhielt als erste Einheit die Umschulungsstaffel VF-121 die ersten Vorserienmaschinen.
Am 28. August 1961 stellte eine von Lt. Hunt Hardisty geflogene Phantom mit 1452,777 km/h in der „Operation Sageburner“ einen neuen bodennahen Geschwindigkeitsrekord über die klassische 3-km-Distanz auf. Am 22. November 1961 stellte eine von Lt. Col. Bob Robinson vom US Marine Corps geflogene Phantom mit 2585,425 km/h in der „Operation Skyburner“ einen neuen absoluten Geschwindigkeitsrekord über die damals neue 16,25-km-Distanz in 12.000 m Höhe auf. Daraufhin galt die Maschine als ein „Triumph über die Aerodynamik“ und wurde schlagartig weltweit bekannt, was ihrer Karriere bei den US-amerikanischen sowie befreundeten Luftstreitkräften zugutekam. Im Jahr 1962 stellte der spätere Astronaut John Young mit der Phantom zwei Steigflugweltrekorde auf, die erst über zehn Jahre später durch die Je-266 gebrochen wurden.

### Einführung
Die Serienproduktion der Phantom II begann 1961 mit der F-4B (Erstflug am 25. März 1961) für die US Navy und das US Marine Corps. Als erste Staffeln rüsteten die Jagdstaffeln VF-74 und VF-114 auf die Phantom II um.
Der US-amerikanische Verteidigungsminister Robert McNamara arbeitete während seiner Amtszeit einige Programme aus, um Kosten im Verteidigungshaushalt zu senken. Dazu gehörte auch die Beschaffung einheitlicher Flugzeugmuster. So sollten die US-amerikanische Luftwaffe und die Marine unter anderem die F-4, die Vought A-7 und die General Dynamics F-111 (ursprünglich TFX) gemeinsam bestellen. Die United States Air Force testete die F4H-1 als F-110A Spectre für die Bereiche Luftnahunterstützung, Abriegelung aus der Luft und Kampf gegen das gegnerische Luftkriegspotential, und bestellte 1962 eine USAF-Version. Die als F-4C bezeichnete Phantom II der Air Force absolvierte ihren Erstflug am 27. Mai 1963 (Erstflug des RF-4C Aufklärers folgte am 8. August 1963), die Produktion begann im November 1963.
Die Produktion der Phantom II endete 1981, nachdem 5.195 Stück gebaut worden waren, 5.057 von McDonnell Douglas und 138 in Japan von Mitsubishi. Davon wurden 2.874 an die USAF geliefert, 1.264 an die Marine und das Marine Corps und der Rest an befreundete Staaten.

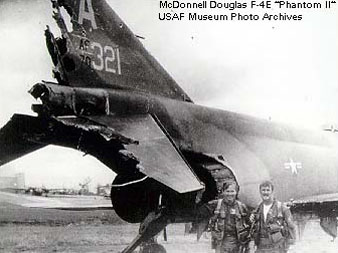
Durch Flak beschädigte F-4E

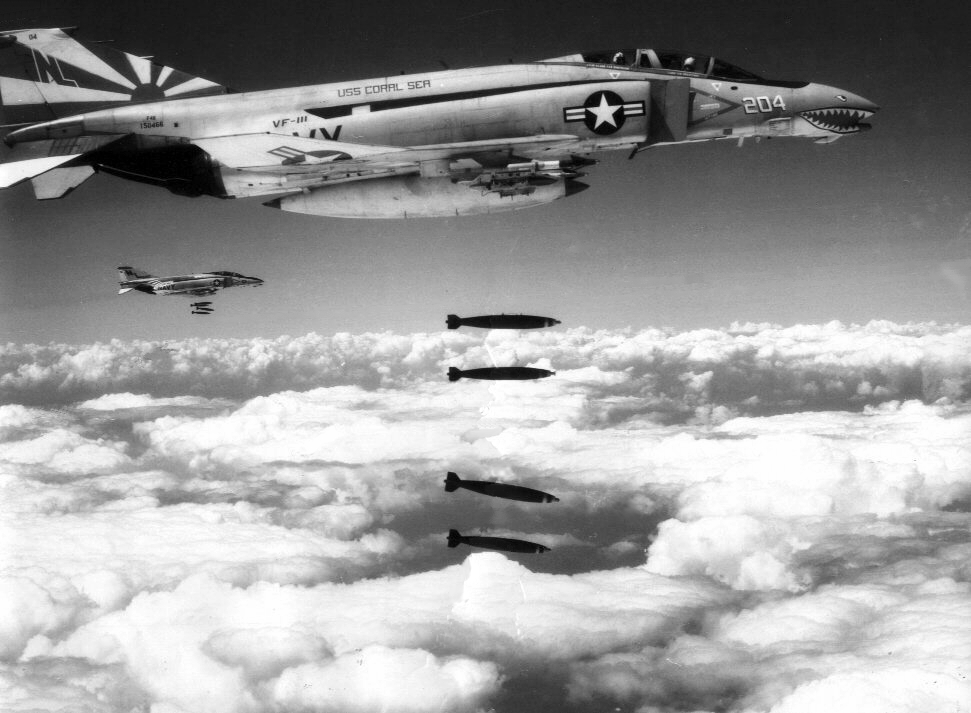
F-4B beim Bombenabwurf

### Vietnamkrieg

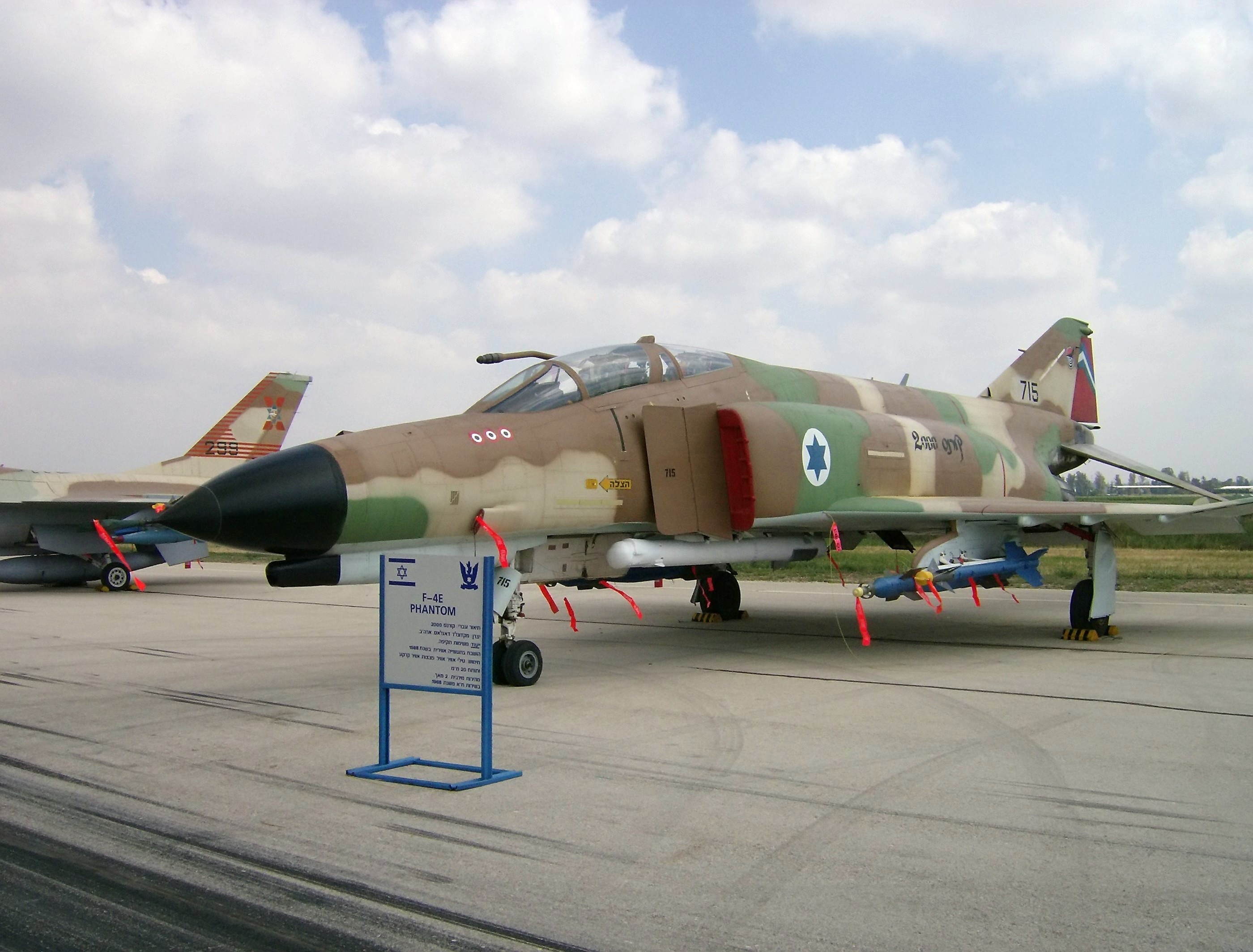
Israelische F-4E Kurnass 2000

Ab 1965 nahmen Phantom II aller sie nutzenden US-amerikanischen Teilstreitkräfte am Vietnamkrieg teil. Frühe Versionen (F-4A bis F-4D) hatten keine Bordkanone; zur Zeit des Entwurfs der F-4 war man davon ausgegangen, dass künftige Luftkämpfe auf große Entfernung mit Raketen ausgetragen würden und eine Bordkanone daher überflüssig sei. Über Vietnam zwangen die geltenden Rules of Engagement (kein Abschuss ohne vorherige Identifizierung als Feind mit dem bloßen Auge) die Phantom-Piloten in ebendiesen ungeliebten Nahkampf – zusammen mit der Unzuverlässigkeit der damals verwendeten Luft-Luft-Raketen AIM-7 Sparrow und AIM-9 Sidewinder führte dieser Mangel häufig zu prekären Situationen im Luftkampf, als sich nordvietnamesische Flugzeuge zwar im Visier der F-4-Piloten befanden, aber wegen zu geringer Entfernung und/oder fehlerhafter Raketen kein Abschuss erzielt werden konnte. Zwar wurde durch die Montage eines am mittleren Rumpfpylon befestigten Kanonenbehälter SUU-16/A kurzfristig eine Übergangslösung gefunden, endgültige Besserung brachte jedoch erst die mit einer integrierten M61 Vulcan-Kanone (GAU-4/A) ausgerüstete F-4E.
In Vietnam verlor die USAF 528 Phantom II, davon 445 F-4 und 83 RF-4C. Von MiGs wurden 33 abgeschossen, 30 durch Flugabwehrraketen und 307 durch Flugabwehrgeschütze. Bei Unfällen gingen 63 verloren und neun wurden auf dem Boden zerstört. Phantom-Besatzungen der USAF wurden 107,5 Abschüsse von MiGs zuerkannt, davon wurde 1 Luftsieg gleichzeitig zwei F-4E Besatzungen zugesprochen. Ein weiterer Luftsieg wurde je zur Hälfte einer F-4 Besatzung und einer Besatzung einer F-105F Thunderchief zuerkannt.
Die US Navy verlor insgesamt 125 Phantom II, davon im Gefecht 71. Fünf wurden durch MiGs abgeschossen, 13 durch Flugabwehrraketen, der Rest durch Flak. Zusätzlich gingen 54 Flugzeuge bei Unfällen verloren. Selbst zeigten sich die USN-F-4 für 40 Abschüsse von nordvietnamesischen Maschinen verantwortlich.
Das US Marine Corps, das fast ausschließlich mit Bodenangriffsmissionen beauftragt war, konnte im ganzen Krieg nur einen Luftsieg mit der Phantom erzielen; dagegen gingen 79 Maschinen verloren, davon vier bei Unfällen.
Insgesamt gingen also während des Krieges in Vietnam 761 F-4 Phantom aller Versionen und Teilstreitkräfte verloren. Insbesondere das Verhältnis der reinen Luft-Luft-Abschüsse der Jagdpiloten von USAF und US Navy (38 Verluste gegen 147,5 Abschüsse) wurde trotz der ablesbaren Überlegenheit der Phantom als unbefriedigend gewertet. Zum einen lag diese Abschussquote deutlich unter denen vorangegangener Kriege der USA, zum anderen kostete eine F-4 das Vielfache einer MiG-17 oder MiG-21. Dies führte zur Etablierung nahkampforientierter Pilotentrainingsprogramme zuerst bei der US Navy („Top Gun“) und später bei der USAF („Red Flag“), nachdem Navy-Piloten bereits im laufenden Konflikt deutliche Verbesserungen vorweisen konnten.

### Jom-Kippur-Krieg
Am 6. Oktober 1973, dem jüdischen Versöhnungsfest / Feiertag Jom Kippur, eröffneten Syrien und Ägypten mit einem Überraschungsangriff den Jom-Kippur-Krieg (4. Israelisch-arabischer Krieg, Oktoberkrieg). Die israelische Luftwaffe mit ihren Mirage- und Phantom-Kampfflugzeugen wurde von den Ägyptern erfolgreich mit den mobilen Flugabwehrraketensystemen S-75, 2K12 Kub und S-200 bekämpft, die bis zum fünften Kriegstag rund 85 Abschüsse (darunter 50 Phantoms) verzeichneten.  Gleichwohl gelang den Israelis an beiden Fronten eine Gegenoffensive; der Krieg endete noch im Oktober.

## Produktion
Abnahme der F-4 durch die USAF bis 1978:
| Version        | 1962 | 1963 | 1964 | 1965 | 1966 | 1967 | 1968 | 1969 | 1970 | 1971 | 1972 | 1973 | 1974 | 1975 | 1976 | 1977 | 1978 | SUMME |
| -------------- | ---- | ---- | ---- | ---- | ---- | ---- | ---- | ---- | ---- | ---- | ---- | ---- | ---- | ---- | ---- | ---- | ---- | ----- |
| F-4B           | 2    | 27   |      |      |      |      |      |      |      |      |      |      |      |      |      |      |      | 29    |
| F-4C           |      | 15   | 246  | 273  | 49   |      |      |      |      |      |      |      |      |      |      |      |      | 583   |
| F-4D           |      |      |      | 1    | 286  | 486  | 20   |      |      |      |      |      |      |      |      |      |      | 793   |
| F-4D Iran      |      |      |      |      |      |      |      | 16   |      |      |      |      |      |      |      |      |      | 16    |
| F-4E           |      |      |      |      |      | 36   | 256  | 204  | 138  | 47   | 23   | 36   | 1    | 34   | 37   |      |      | 812   |
| F-4E Australia |      |      |      |      |      |      |      |      |      |      |      | 1    |      |      |      |      |      | 1     |
| F-4E Germany   |      |      |      |      |      |      |      |      |      |      |      |      |      |      |      | 10   |      | 10    |
| F-4E Greece    |      |      |      |      |      |      |      |      |      |      |      |      | 36   |      | 2    |      |      | 38    |
| F-4E Iran      |      |      |      |      |      |      |      |      |      | 32   |      | 36   | 37   | 36   | 10   | 26   |      | 177   |
| F-4E Israel    |      |      |      |      |      |      |      |      | 30   | 14   | 36   | 18   | 24   |      | 82   |      |      | 204   |
| F-4E Korea     |      |      |      |      |      |      |      |      | 18   |      |      |      |      |      |      | 16   | 3    | 37    |
| F-4E Turkey    |      |      |      |      |      |      |      |      |      |      |      |      | 12   | 28   |      |      | 32   | 72    |
| F-4F Germany   |      |      |      |      |      |      |      |      |      |      |      | 24   | 72   | 55   | 24   |      |      | 175   |
| RF-4C          |      | 2    | 25   | 85   | 132  | 95   | 43   | 63   | 36   |      | 12   | 12   |      |      |      |      |      | 505   |
| RF-4E Germany  |      |      |      |      |      |      |      |      | 8    | 80   |      |      |      |      |      |      |      | 88    |
| RF-4E Greece   |      |      |      |      |      |      |      |      |      |      |      |      |      |      |      |      | 8    | 8     |
| RF-4E Israel   |      |      |      |      |      |      |      |      |      | 6    |      |      |      |      |      | 6    |      | 12    |
| RF-4E Turkey   |      |      |      |      |      |      |      |      |      |      |      |      |      |      |      |      | 8    | 8     |
| RF-4E Iran     |      |      |      |      |      |      |      |      |      |      |      |      |      |      | 16   |      |      | 16    |
| SUMME          | 2    | 44   | 271  | 359  | 467  | 617  | 319  | 283  | 230  | 179  | 71   | 127  | 182  | 153  | 167  | 58   | 51   | 3.579 |

Produktion der F-4 für die US Navy und das US Marine Corps:
| Version | 1958 | 1959 | 1960 | 1961 | 1962 | 1963 | 1964 | 1965 | 1966 | 1967 | 1968 | 1969 | 1970 | 1971 | SUMME |
| ------- | ---- | ---- | ---- | ---- | ---- | ---- | ---- | ---- | ---- | ---- | ---- | ---- | ---- | ---- | ----- |
| F-4A    | 3    | 7    | 21   | 16   |      |      |      |      |      |      |      |      |      |      | 47    |
| F-4B    |      |      |      | 79   | 139  | 88   | 95   | 115  | 104  |      |      |      |      |      | 620   |
| F-4J    |      |      |      |      |      |      |      |      | 20   | 169  | 193  | 61   | 45   | 34   | 522   |
| RF-4B   |      |      |      |      |      |      | 1    | 13   | 22   |      |      |      | 10   |      | 46    |
| SUMME   | 3    | 7    | 21   | 95   | 139  | 88   | 96   | 128  | 146  | 169  | 193  | 61   | 45   | 34   | 1.235 |

Produktion der F-4 für Großbritannien:
| Version | Anzahl |
| ------- | ------ |
| F-4K    | 52     |
| F-4M    | 118    |
| SUMME   | 170    |

Die Flugzeuge für Großbritannien wurden zwischen 1968 und 1970 an die RN bzw. die RAF geliefert.

## Versionen

### F-4A
- F4H-1F (1962: F-4A): Prototypen und Vorserienflugzeuge mit J79-2A-Triebwerken, da das J79-8 (für die ursprüngliche F4H-1 vorgesehen) noch nicht verfügbar war. 47 Flugzeuge wurden ausgeliefert.

### F-4B

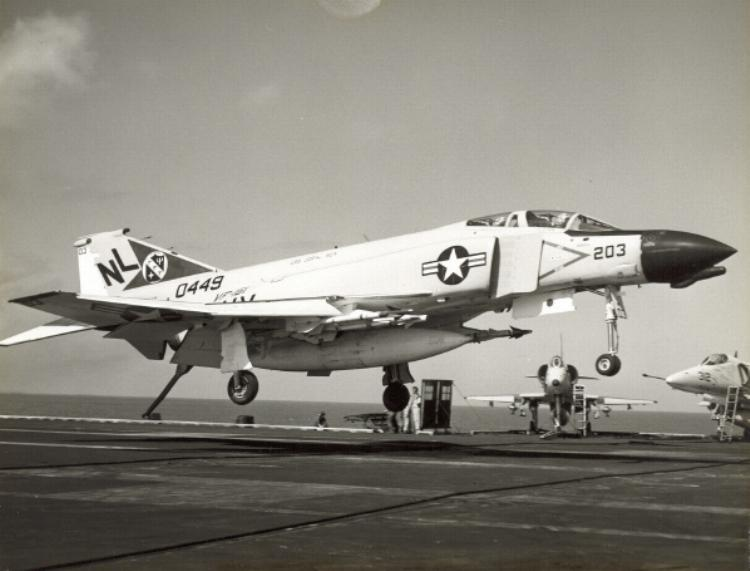
F-4B der Coral Sea 1967

- F-4B (ursprünglich F4H-1): Abfangjäger mit J79-8-Triebwerk. Die Staffel VF-74 „Be-devilers“ erhielt die Phantom II am 8. Juli 1961 und wurde ab August 1962 erstmals auf der Forrestal eingesetzt. VMFA-314 „Black Knights“ war die erste Staffel der Marines, die ab Juni 1962 die F-4B erhielt. Für die Luftbetankung erhielt die F-4B die notwendige Sonde für das von Navy und Marines verwendete „Sonde- und Trichter-System“. 649 Flugzeuge wurden gebaut.
- F-4G (Erstbesetzung): 12 umgebaute F-4B mit ASW-21-Datalink, Erstflug am 23. März 1963. Sie wurden 1963/64 von der Staffel VF-96 und dann von VF-213 eingesetzt. Zwischen November 1965 und Juni 1966 wurde VF-213 von der Constellation aus über Vietnam eingesetzt, eine Maschine ging dabei verloren. Danach wurden die F-4G zu F-4B zurückgebaut, sieben Flugzeuge wurden später zu F-4N modifiziert.
- RF-4B (F4H-1P): taktischer Aufklärer, 46 Stück gebaut, Erstflug am 12. März 1965. Die Nase der RF-4B war um 1,4 m verlängert worden, um die Kameraausrüstung und das kleinere AN/APQ-99-Radar aufnehmen zu können. Normalerweise wurden drei Kameras mitgeführt: vorne eine KS-87 für Bilder aus großer Höhe, an Station 2 die KA-87 für Bilder aus geringer Höhe und an Station 3 eine KA-55A- oder KA-91-Kamera für Panoramafotos aus großer Höhe. Unter dem Rumpf wurde ein SLAR AN/APQ-102 eingebaut, ein AN/AAD-4-Infrarot-Aufklärungssystem und ein ECM ALQ-126. Im Gegensatz zur RF-4C konnten die Kameraeinstellungen vom Piloten selbst verändert werden. 1975 wurden die RF-4B modernisiert (Projekt SURE = Sensor Update and Refurbishment Effort). Sie wurden ausschließlich von den Marines eingesetzt, etwa ab 1966 durch die Staffeln VMCJ-1, VMCJ-2 und VMCJ-3, 1974 bis 1990 nur noch durch VMFP-3.

### F-4C
- F-4C: Die F-4C erhielt breitere Reifen, die bei allen weiteren Versionen der Phantom (außer der F-4N) zu den charakteristischen Ausbeulungen auf der Oberseite der Tragflächen führte. Bei dieser Version kamen J79-15-Triebwerke und das Westinghouse AN/APQ-100-Radar zum Einsatz. Im hinteren Cockpit gab es ebenfalls die Steuereinrichtungen des Piloten. Ferner wurde die F-4C – wie alle Flugzeuge der USAF – mit dem Ausleger-System für die Luftbetankung ausgerüstet. Als erstes Geschwader wurde das 12th TFW ab Januar 1964 mit der F-4C ausgerüstet. 583 Maschinen wurden ausgeliefert.
- RF-4C (RF-110A) taktischer Aufklärer der USAF, mit einer ähnlichen Ausrüstung wie die RF-4B. Das AN/APQ-99 wurde später durch ein AN-APQ-172 ersetzt, viele erhielten später eine etwas geräumigere Nase (z. B. für die HIAC-1 LOROP (Long Range Oblique Photography) Kamera). An der Unterrumpf-Station konnte die RF-4C eine Atomwaffe mitführen. Als erstes Geschwader wurde das 363rd TRW, Shaw AFB (South Carolina) ab September 1964 mit der RF-4C ausgerüstet. Im September 1995 wurden die letzten RF-4C bei der 192nd RS der Nevada ANG außer Dienst gestellt. 505 Maschinen wurden ausgeliefert.
- EF-4C „Wild Weasel IV“: diese Maschinen wurden mit den Radarwarnempfängern AN/APR-25 und AN/APR-26, dem Breitbandempfänger ER-142 sowie einer externen Störgondel AN/ALQ-119 ausgerüstet.[9] Bewaffnet waren sie mit AGM-45-Shrike-Anti-Radar-Lenkwaffen. Viele der überlebenden EF-4C wurden später wieder zu F-4C umgerüstet. Die EF-4C wurden bei der 66th FWS, Nellis AFB (Nevada), 67th TFS, Kadena (Okinawa) und der 81st TFS in Spangdahlem eingesetzt. Die 67th TFS setzte die EF-4C 1972/73 in Vietnam ein.

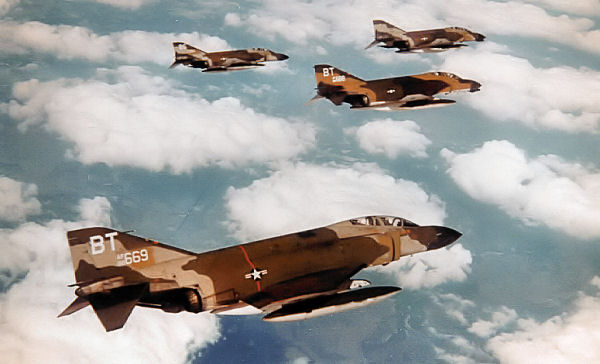
F-4D der USAF, 36th TFW, Bitburg

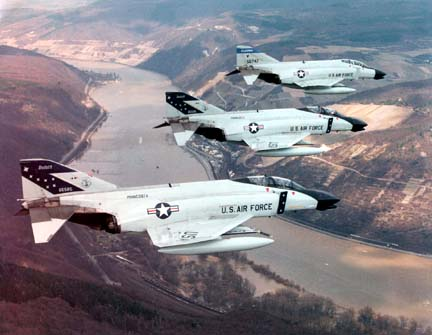
Phantom über dem Rhein, März 1987: zwei F-4D der 179th FIS, 148th FG, Minnesota ANG; eine F-4D der 194th FIS, 144th FIW, California ANG

### F-4D
- F-4D: Für verbesserte Luft-Boden-Operation beschaffte die USAF eine modifizierte F-4C. Die F-4D (Erstflug am 9. Dezember 1965) wurde mit AN-APQ-109-Radar, dem Waffenleitcomputer AN/ASQ-91, dem optischen Sichtführungs-Computer AN/ASQ-22 und dem Trägheitsnavigationssystem AN/ASG-63 ausgerüstet. Die Verkabelungen und Instrumente sollten mit der Laser- und elektrooptischen Avionikausrüstung kompatibel sein. Die F-4D unterschied sich äußerlich später durch einen kleinen Buckel am unter der Radarnase angebrachten Infrarot-Sucher von der F-4C. 71 Maschinen erhielten das Langstrecken-Navigationssystem AN/ARN-92 (LORAN) für weitreichende Gefechts-Operationen in Südost-Asien. Diese mit minimaler Navigationshilfe ausgestatteten Flugzeuge (wie auch die 20 gleich ausgestatteten RF-4C) wiesen auf der Oberseite einen auffallenden „Handtuchhalter“ auf. Ursprünglich konnte an den inneren Startschienen der Unterflügelstationen nur AIM-4D-Falcon-Luft-Luft-Lenkwaffen mitgeführt werden, außen die AIM-9 Sidewinder. Da sich die Sidewinder als zuverlässiger erwies, wurden die so ausgerüsteten Flugzeuge auf die AIM-9 umgerüstet. Als erstes Geschwader erhielt das 36th TFW in Bitburg ab 1966 die F-4D. 825 Maschinen wurden ausgeliefert. Die (süd-)koreanischen Luftstreitkräfte – Nutzer seit 1969 – stellten mit der 151. Jagdstaffel beim 11. Jagdgeschwader in Daegu am 16. Juni 2010 die letzte F-4D-Staffel außer Dienst.
- EF-4D „Wild Weasel V“: Zwei F-4D wurden mit dem AN/APS-107-Radarsuchsystem und der Zielerfassung für die AGM-78-Standard-Anti-Radar-Lenkwaffe ausgerüstet. Zwei weitere fungierten als Testflugzeuge für das später in der F-4G eingesetzte AN/APS-38-System.

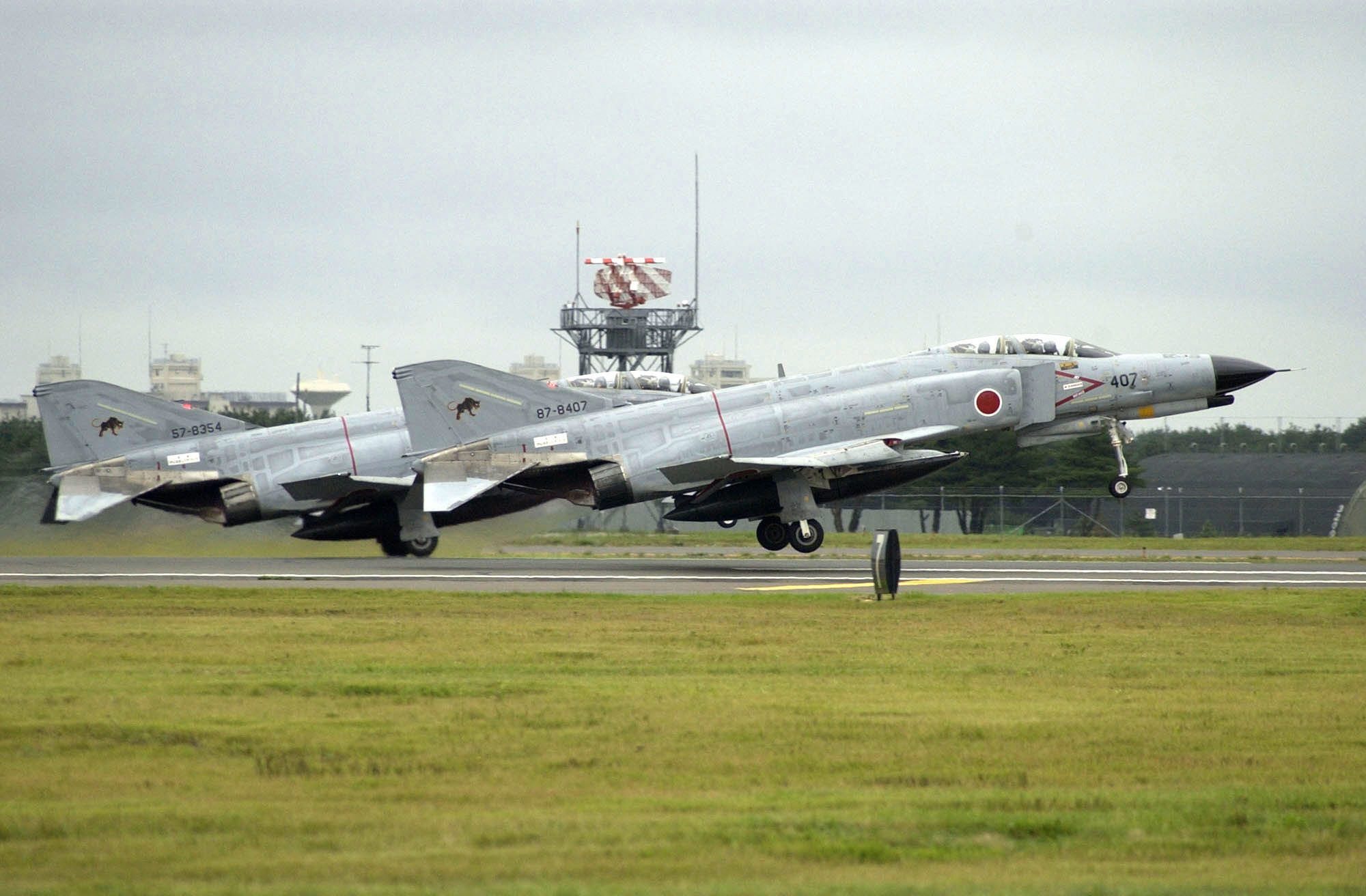
F-4EJ(Kai) der JASDF

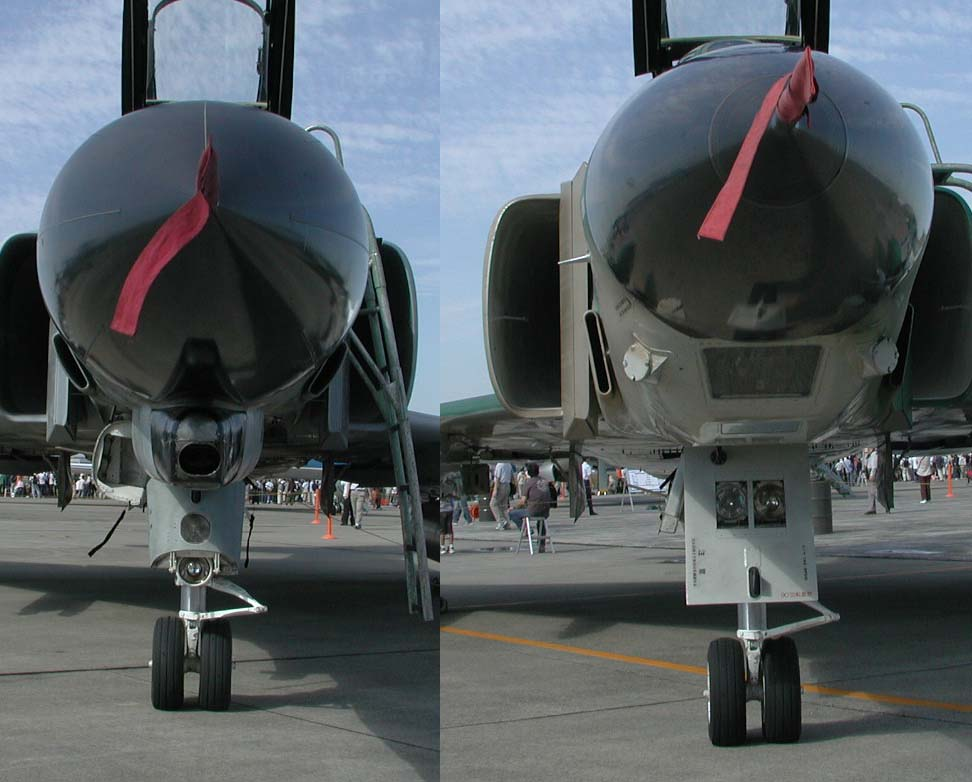
Frontale Vergleichsansicht der F-4EJ (Jagdflugzeug, links) und RF-4E (Aufklärer, rechts)

### F-4E

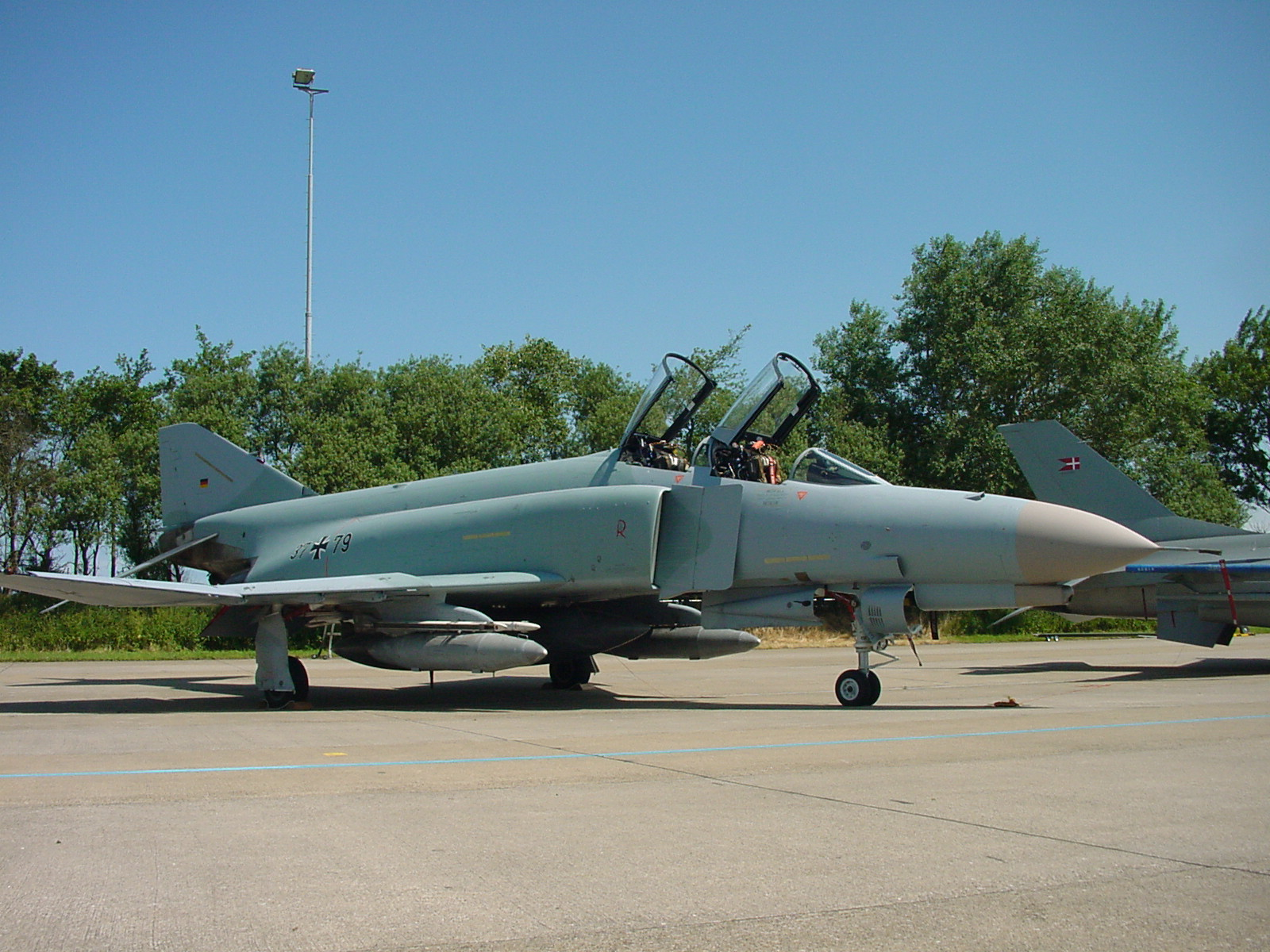
F-4F des JG 71 2006

- F-4E: Der Einsatz in Vietnam hatte gezeigt, dass die eingesetzten Lenkwaffen teuer und unzuverlässig waren. Daher wurde das M61-Vulcan-Geschütz unter einer verlängerten Nase eingebaut. Allerdings war die Entwicklung langwierig, da die beim Abfeuern austretenden Gase eingesaugt wurden und zu Triebwerksausfällen führten. Die F-4E erhielt das AN/APQ-120-Radar und J79-17-Triebwerke. Der Erstflug des Prototyps YF-4E erfolgte am 7. August 1965. Ab dem Produktionsblock 53 (ab 72-1407) konnte die AGM-65-Maverick-Luft-Boden-Lenkwaffe mitgeführt werden. Ebenso erhielten die Maschinen ab diesem Block „rauchfreie“ J79-17C- oder -17E-Triebwerke. Die später gebauten F-4E erhielten Vorflügel zur Verbesserung der Manövrierfähigkeit, 304 Maschinen wurden nachgerüstet. 1.370 Maschinen wurden ausgeliefert.
- F-4E(F): geplante einsitzige Variante der F-4E für Deutschland
- F-4EJ: Lizenzbau von 138 F-4EJ Mitsubishi für die japanische Luftwaffe (JASDF), ursprünglich ohne Ausrüstung für Luft-Boden-Einsätze
  - F-4EJ (Kai): F-4EJ mit modernisierter Avionik (u. a. AN/APG-66J Pulse-Doppler-Radar), Ausrüstung für Luft-Boden-Einsätze und ASM-1 Luft-Schiff-Lenkwaffe.
  - EF-4EJ: einige EF-4J wurden zu ECM-Trainingsflugzeugen umgerüstet
- F-4E Kurnass 2000: von Israel modernisierte F-4E mit AN/APG-76-Radar und Popeye-Lenkwaffen („Kurnass“ heißt „Schwerer Hammer“). Ursprünglich sollten diese Maschinen auch Pratt & Whitney PW1120-Triebwerke erhalten, die vom Pratt & Whitney F100-Triebwerk abgeleitet sind. Das Alter der Flugzeuge und die hohen Kosten verhinderten dies jedoch.
  - F-4E Terminator 2020: 54 von Israel ab 1999 modernisierte türkische F-4E mit ELTA-EL/M-2032-Radar.
  - F-4E Peace Icarus 2000: ab 1997 modernisierte die DASA 39 griechische F-4E mit AN/APG-65GY-Radar, verbesserter Ausrüstung für Luft-Boden-Einsätze und Ausrüstung für die AIM-120 AMRAAM.
- RF-4E: taktischer Aufklärer (wurde nicht an die USAF geliefert). Ähnliche Ausrüstung wie die RF-4C: Vorne trug die RF-4E eine KS-87B oder KS-72 für Bilder aus großer Höhe, an Station 2 die KA-87 für Bilder aus geringer Höhe und an Station 3 eine KA-55A- oder KA-91-Kamera für Panoramafotos aus großer Höhe oder eine KC-1- oder T-11-Kamera zur Kartenerstellung. Unter dem Rumpf wurde ein Side-Looking-Airborne-Radar (SLAR) UPD-4 und ein AAS-18A-Infrarot-Aufklärungssystem eingebaut. SLAR Daten konnte von Bodenstationen in Echtzeit empfangen werden. 1978 bis 1982 wurden die deutschen RF-4E mit neuen Kameras und AN/ALE-40-Täuschkörperwerfern modernisiert sowie für Luft-Boden-Einsätze ausgerüstet. Die deutschen RF-4E-Geschwader wurden 1992 (AG51, Bremgarten) bzw. 1994 (AG52, Leck) außer Dienst gestellt und die Maschinen in die Türkei und nach Griechenland verkauft. Die israelischen RF-4E wurden ebenfalls modernisiert und können AIM-9 Sidewinder oder israelische Python- und Shafir-Luft-Luft-Raketen abfeuern. 149 Maschinen wurden ausgeliefert.

### F-4F

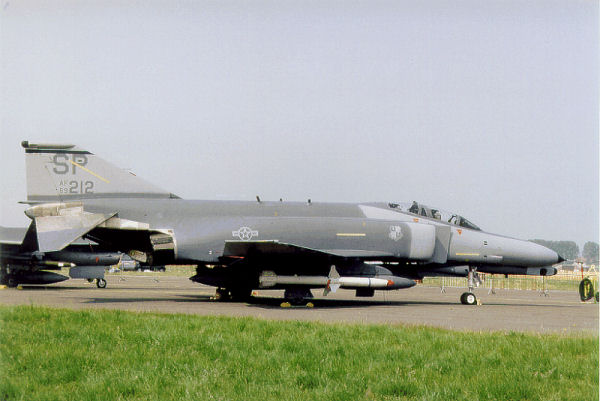
F-4G, 81st TFS, Spangdahlem Air Base

- F-4F: Deutschland beschaffte die F-4 Phantom ursprünglich als Interimslösung. Weil das dafür verfügbare Budget begrenzt war, wurde letztlich eine abgespeckte Version der F-4E bestellt. Diese als F-4F bezeichnete Version hatte am 18. März 1973 ihren Erstflug, der offizielle Roll-Out fand jedoch erst am 24. Mai 1973 statt.[10]
  - Aus Kostengründen verzichtete Deutschland auf die radargelenkte Luft-Luft-Rakete AIM-7 Sparrow. Die F-4F wurde daher ohne die für diese Waffe erforderliche Verkabelung und ohne Befestigungen und Startschienen an den Waffenstationen unter dem Rumpf hergestellt. Das Radargerät AN/APQ-120 war vereinfacht. Es fehlte die Dauerstrichbeleuchtung für den Einsatz der AIM-7 sowie der Waffenrechner für Luft-Luft- und Luft-Bodeneinsätze. Zudem konnte das Radar keine Radarbaken empfangen. Das Radarsichtgerät war analog und daher nicht in der Lage, digitale Bildsignale elektro-optischer Waffen zu verarbeiten. Deshalb konnte auch die Luft-Boden-Rakete AGM-65 Maverick nicht eingesetzt werden.[11]
  - Weil das abgespeckte Radar leichter war als die Version des AN/APQ-120 in der F-4E, wurde der Rumpftank Nr. 7 weggelassen, um den Schwerpunkt in zulässigen Grenzen zu halten.[12] Dadurch standen rund 300 Liter Kraftstoff weniger als bei der F-4E zur Verfügung. Dies entsprach ca. 20 Sekunden weniger Nachbrennerzeit im Luftkampf.[13]
  - Weil die F-4F in der Luftwaffe nicht für den Einsatz von Nuklearwaffen vorgesehen war, wurde die dafür erforderliche Verkabelung und Elektronik nicht eingerüstet.[10] Auch hatte die F-4F im Gegensatz zu F-4E keine festen Vorflügel (englisch slotted leading edge) am Höhenruder, was die Manövrierfähigkeit etwas einschränkte.[11] Deutschland verzichtete auch auf die Fähigkeit zum Einsatz neuerer Versionen der Sidewinder-Rakete und beschaffte die F-4F mit Aero-3B Startschienen für die AIM-9 B.[10][11]
  - Ursprünglich war auch ein Verzicht auf eine Luftbetankungsfähigkeit vorgesehen. Weil diese Änderung aufwändig gewesen wäre, konnte die F-4F letztlich ebenso wie die F-4E in der Luft betankt werden. Alle F-4F wurden mit Luftbetankung nach Deutschland überführt.[12]
  - Im Vergleich zur F-4E wog die F-4F rund 1500 kg weniger.[10] Im Gegensatz zur F-4E war die F-4F in der Jagdrolle nicht allwetterkampffähig. Sie wurde daher als Clear Weather Interceptor (CWI) der NATO assigniert. In der Luft-Bodenrolle war sie – primär auf Grund des fehlenden Waffenrechners – im Vergleich zur F-4E weniger flexibel einsetzbar.
  - Deutschland beschaffte insgesamt 175 F-4F. Von diesen wurden 161 Flugzeuge auf die Einsatzverbände Jagdgeschwader 71 „Richthofen“, Jagdgeschwader 74, das bis 2005 den Traditionsnamen „Mölders“ trug, Jagdbombergeschwader 35 und Jagdbombergeschwader 36 verteilt, bzw. dienten als Kreislaufreserve. In den USA blieben zunächst zehn F-4F für die Ausbildung der Besatzungen und zu Testzwecken. Die Erprobungsstelle 61 erhielt zwei Flugzeuge und ebenfalls zwei F-4F erhielt die Technische Schule der Luftwaffe 1 für die Ausbildung des Luftfahrzeugtechnischen Personals. Letztere flogen nach der Überführung nach Kaufbeuren und einem kurzen Erprobungsflugbetrieb dort nie wieder und wurde beide mit jeweils nur rund 20 Stunden Flugzeit außer Dienst gestellt.[12] Im Laufe der Einsatzdauer flogen die Einsatzverbände mehr als 920.000 Flugstunden mit der F-4F Phantom. Durch Unfälle wurden 27 F-4F zerstört.[12] Die Unfallrate betrug rund 0,3 Unfälle je 10.000 Flugstunden und lag damit bei nur rund einem Fünftel der Rate des Vorgängers F-104G Starfighter. Der Stückpreis für das reine Flugzeug betrug ca. 12 Mio. DM. Der Systempreis für eine F-4F, Prüf- und Testgeräte sowie ein Ersatzteilpaket lag bei rund 25 Mio. DM.[12]
  - Schon bei der Auslieferung genügte die F-4F nicht mehr den Anforderungen der damals erwarteten Einsatzszenarien. Daher begannen bereits Mitte der 1970er Jahre Planungen von Maßnahmen zur Kampfwertsteigerung der Phantom. Ab Mitte 1980 bis Anfang 1984 wurden unter der Projektbezeichnung Peace Rhine Änderungen an Avionik und Waffenanlage vorgenommen, welche die F-4F annähernd auf den Stand der amerikanische F-4E bringen sollten. Äußerlich erkennbar waren die modifizierten Flugzeuge am von der F-15 übernommenen „High Performance Centerline (HPC)“ Außentank, der den „Royal Jet Centerline Tank“ ersetzte. Dadurch war das Flugzeug nicht mehr auf maximal nur 5 g bei leerem Tank limitiert.[13] Ausgetauscht wurden auch Verkabelung und die Startschienen an den inneren Außenlastträgern der Tragflächen. Dort wurden auch die neuen AN/ALE-40 Täuschkörperwerfer angebracht.[12] Letztere verbesserten den Selbstschutz der F-4F signifikant.
  - Der noch aus der Ära des Vietnamkrieges stammende Radarwarnempfänger AN/ALR-48 wurde durch den moderneren AN/ALR-68 ersetzt. Das AN/APQ-120 Radar wurde modernisiert. Die alten Sichtgeräte wurden durch die Digital Scan Converter Group (DSCG) ersetzt. Damit waren die Voraussetzungen für den Einsatz der AGM-65 Maverick gegeben. Eingebaut wurde zudem ein digitaler Waffenrechner und ein Analog-Digital-Wandler (englisch Signal Conditioner Converter Unit (SCCU)), der u. a. die Werte des beibehaltenen analogen Luftwerterechners (englisch Central Air Data Computer (CADC)) für den Waffenrechner aufbereitete.[12]
  - Mit der AIM-9L konnte die F-4F im Jagdeinsatz nun auch Ziele annähernd von vorne und von der Seite bekämpfen und war nicht mehr darauf angewiesen, hinter ein gegnerisches Flugzeug zu gelangen. Die AIM-9L konnte seitlich auf ein vom Radar erfasstes Ziel ausgerichtet werden. Dabei lieferte das Radar dynamische Schussbereichsberechnungen. Darüber hinaus wurde der Modus zur Schnellaufschaltung des Radars im Luftkampf verbessert. Der neue Waffenrechner ermöglichte eine höhere Flexibilität beim Einsatz ballistischer Waffen, er ermöglichte verschiedene Einsatzoptionen, sodass Bodenziele nicht mehr ohne zu manövrieren auf vorhersehbaren Flugbahnen anvisiert werden mussten.[10][12] Nachteilig blieben die ungenauen analogen Datenquellen, insbesondere das alte Trägheitsnavigationssystem und der analoge Luftwerterechner. Dennoch ergab sich durch das Programm Peace Rhine eine spürbare Verbesserung.
- F-4F ICE (engl. Improved Combat Efficiency – Verbesserte Kampfeffizienz): Modernisierung von 110 F-4F von 1991 bis 1996 mit Hughes-APG-65-Radar und der Fähigkeit zum Einsatz der AIM-120-AMRAAM-Lenkwaffe. Ferner wurden unter anderem folgende Systeme eingebaut: Honeywell-H-423-Navigationssystem, digitaler Computer GEC Avionics CPU-143/A, Mil Std 1553R (digitaler Datenbus) und ein Litton-ALR-68(V)-2-Radarwarnempfänger (mittlerweile vom DASI der Fa. EADS ersetzt). Die Maschinen wurden bei allen Jagdgeschwadern eingeführt. Mitte der 2000er-Jahre endete die Ära der F-4 Phantom in der Luftwaffe der Bundeswehr, und die Maschinen wurden schrittweise durch den Eurofighter ersetzt. Als erster Verband wurde das JG 73 „Steinhoff“ zwischen 2004 und 2006 umgerüstet, während das JG 74 seine Phantom am 12. Juni 2008 offiziell außer Dienst stellte. Die F-4F absolvierte beim JG 71 „Richthofen“ am 29. Juni 2013 ihren letzten Flug um 14 Uhr bei der deutschen Luftwaffe. Aufgrund des besonderen Anlasses trug die Maschine mit dem Kennzeichen 37+01 eine Sonderbemalung.[14][15]

### F-4G
Ab 1976 wurden 116 F-4E der Produktionsblocks 42 bis 45 als F-4G „Wild Weasel V“ zur Lokalisierung und Bekämpfung von Flugabwehr-Raketenstellungen modernisiert. Sie behielten das AN/APQ-120 Radar, jedoch wurde an Stelle der Bordkanone ein AN/APR-38 Radar Homing and Warning (RHAW) System eingebaut. Dadurch wurde es auch erforderlich, die Instrumentierung des hinteren Cockpits erheblich umzubauen. Wie die F-4E kann die F-4G konventionellen Bewaffnung aus Mk-82 und CBU-52 Bomben, ebenso wie die AGM-65A/B Maverick nutzen. Darüber hinaus kann sie AGM-45-Shrike-, AGM-78-Standard-ARM- und AGM-88-HARM-Anti-Radar-Lenkwaffen einsetzen. Im April 1996 wurden die letzten acht F-4G bei der 561st TFS, Nellis AFB (Nevada), außer Dienst gestellt.

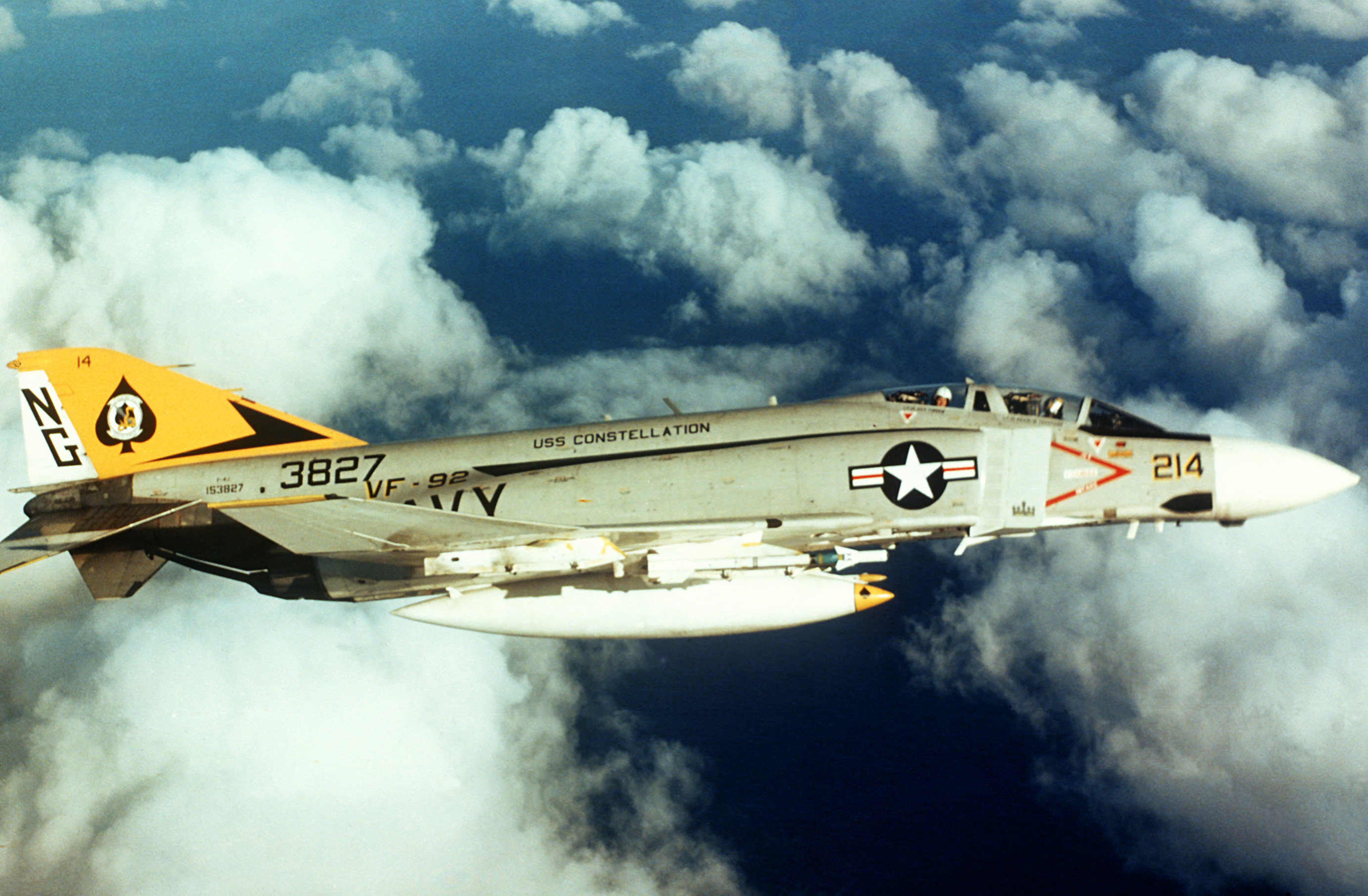
F-4J der US Navy

### F-4J
- F-4J: 1966 führte die US Navy eine verbesserte F-4B ein. Die F-4J (Erstflug am 27. Mai 1966) wurde mit AN/APQ-59-Pulse-Doppler-Radar, breiteren Reifen und J79-10-Triebwerken, sowie 0/0-Schleudersitzen ausgerüstet. Ferner wurde die Landegeschwindigkeit verringert. 522 Maschinen wurden ausgeliefert.
- F-4J (UK): 1984 erhielt die Royal Air Force 15 F-4J der US Navy, die dem Standard der F-4S entsprachen und einige britische Avioniksysteme erhielten. Sie wurden 1984 bis 1991 von der No. 74 Squadron in Wattisham eingesetzt.

### F-4K

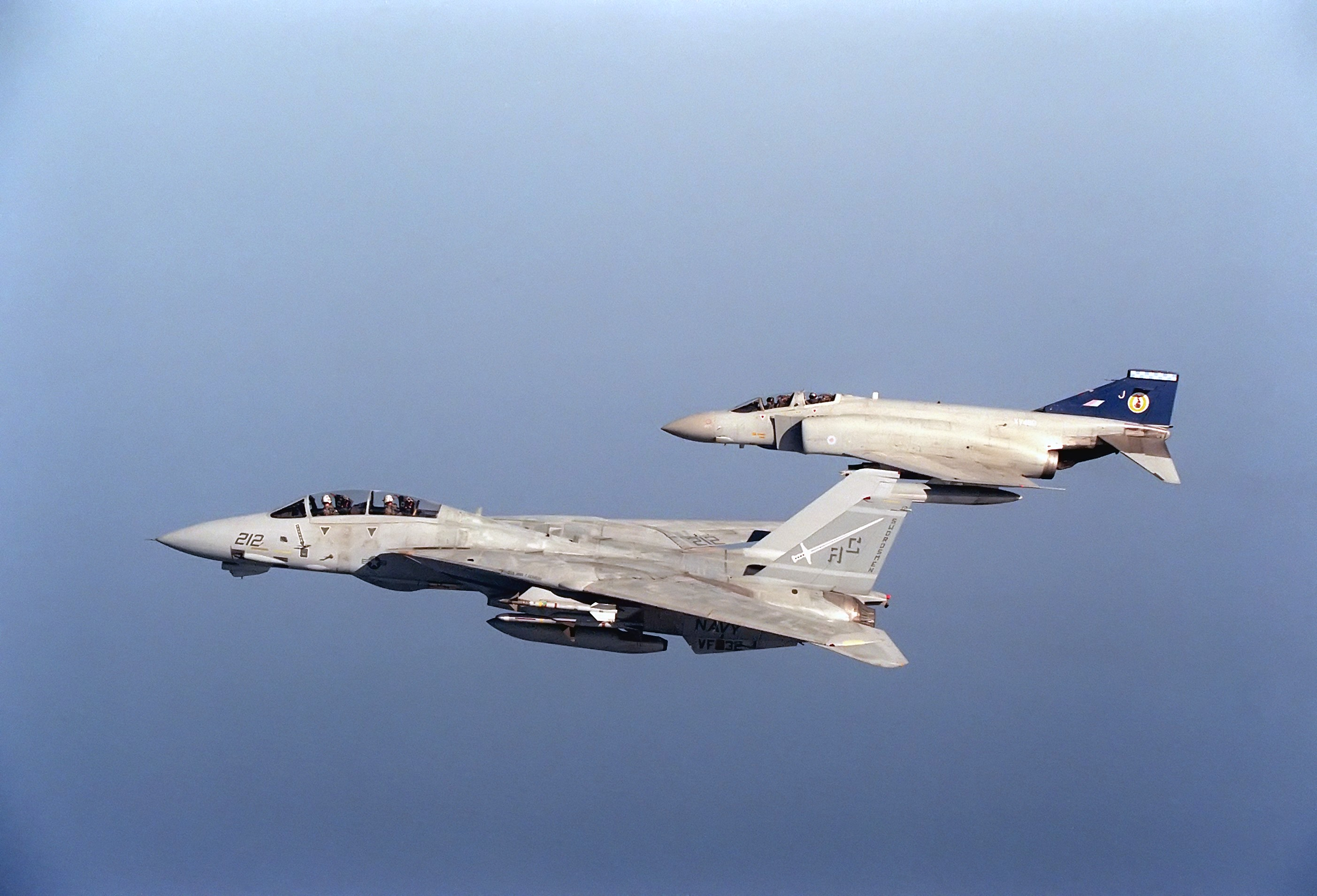
Phantom FGR.2 der 19 Sqn., RAF, mit einer F-14 Tomcat der U.S. Navy

1961 entschied sich Großbritannien für die Entwicklung der Hawker Siddeley P.1154 sowohl für die Royal Navy als auch die Royal Air Force. 1965 wurde das Programm zugunsten einer britischen F-4 gestrichen. Für die Royal Navy sollte die Phantom FG.1 (F-4K) entwickelt werden, für die Royal Air Force die Phantom FGR.2 (F-4M). Als Basis diente die F-4J, wesentlicher Unterschied war der Ersatz des J79- durch das Rolls-Royce-Spey-Triebwerk. Aufgrund des größeren Durchmessers musste deshalb der Rumpf vergrößert werden. Insgesamt hatte das Spey-Triebwerk zwar höhere Leistungen, das J79 war aber vor allem in größeren Höhen überlegen. Die F-4K hatte zudem ein Bugfahrwerk, das sich für den Katapultstart auf Flugzeugträgern weiter ausfahren ließ. So konnten die Phantom von dem kleineren Träger der Royal Navy, der Ark Royal, aus operieren. Geflogen wurde die F-4K von der No. 892 Squadron und der Trainingseinheit No. 767 Squadron. Allerdings erhielt die Royal Navy durch die Verringerung der Trägerflotte nur 28 F-4K, die anderen gingen 1969 direkt an die No. 43 Squadron der RAF in RAF Leuchars in Schottland. Nach der Außerdienststellung der Ark Royal übernahm 1974 die No. 111 Squadron der RAF, ebenfalls in Leuchars, die Phantom FG.1 der Royal Navy und flog sie bis 1990. Insgesamt wurden 52 Flugzeuge ausgeliefert.

### F-4M
Die Phantom FGR.2 (F-4M) entsprach bis auf das Bugfahrwerk im Wesentlichen der F-4K. Als Radar wurde das AN/AWG-12 eingebaut. Im Gegensatz zur F-4K konnten die F-4M auch mit SUU-16/A- oder SUU-23/AAb-Unterrumpfgeschützbehältern ausgerüstet werden. 1975 rüstete die RAF ihre Phantoms mit dem Marconi-ARI.18228-Radarwarner und der British Aerospace Skyflash-Luft-Luft-Lenkwaffe anstatt der AIM-7 Sparrow aus. Eingesetzt wurde die Phantom zwischen 1969 und 1992 von den Staffeln No. 6, 23, 29, 41, 54, 56 und 111 des RAF Strike Command und von den Staffeln No. 2, 14, 17, 19, 31 und 92 der RAF Germany sowie der No. 1435 „Flight“ auf den Falkland-Inseln. Ausgeliefert wurden 118 Flugzeuge.

### F-4N
Die F-4N war eine kampfwertgesteigerte F-4B, die erstmals am 4. Juni 1970 flog. Um 1970 musste die Lebensdauer der F-4B verlängert werden. Dafür wurden 228 Maschinen im Rahmen des Projekts Bee Line strukturell verstärkt und komplett neu verkabelt. Wie bei der F-4J wurden an den Klappen Maßnahmen zur Senkung der Landegeschwindigkeit durchgeführt. Ferner erhielten die Maschinen Sanders AN/ALQ-126 oder -126B ECM. Dadurch entstanden die für die F-4N charakteristischen langen ECM-Ausbuchtungen auf den Lufteinläufen. Die Helme der Piloten erhielten VTAS (Visual Target Acquisition System) und SEAM (Sidewinder Expanded Acquisition Mode). Ebenfalls wurde ein neuer Computer, das APX-76 oder APX-80 IFF und ein AN/ASW-25-Datenlink eingebaut. Obwohl die J79-GE-8-Triebwerke der F-4B erhalten blieben, wurden Maßnahmen zur geringeren Rauchentwicklung der Triebwerke ergriffen.

### F-4S
Analog zur F-4N wurde eine kampfwertgesteigerte F-4J entwickelt, die am 22. Juli 1977 ihren Erstflug hatte. 248 F-4J erhielten rauchfreie J79-10B-Triebwerke, Formationslichter, das AN/AWG-10B-Waffensystem, AN/ARC-159-UHF-Funkgeräte, TACAN ARN-118 (nicht alle), Radarwarnantennen an den Flügelspitzen und ein ECM ALQ-126/-126A.

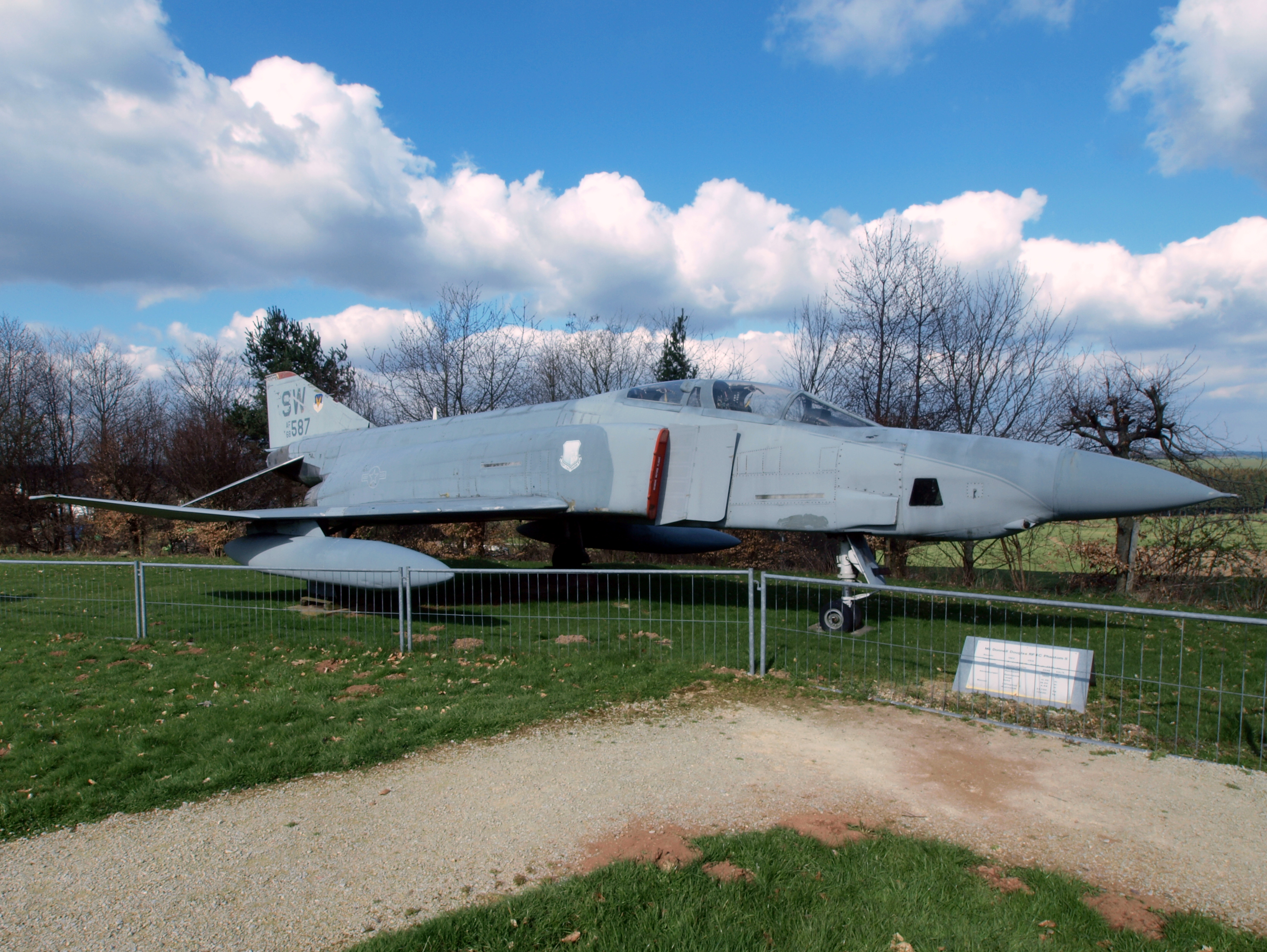
RF-4C der U.S. Air Force

Dadurch entstanden ähnliche ECM-Antennen an den Lufteinläufen wie bei der F-4N, die allerdings kürzer waren. Ferner wurde die Struktur verstärkt, die Flugzeuge wurden neu verkabelt und die Hydraulik erneuert. Alle Flugzeuge erhielten ferner die von der F-4E/F bekannten Vorflügel zur Verbesserung der Manövrierfähigkeit (die ersten 43 Flugzeuge wurden ohne ausgerüstet, aber später nachgerüstet).

### RF-4B/C/E
Die RF-Version ist eine Aufklärungsmaschine (R = reconnaissance Aufklärung/Erkundung) mit Aufklärungsgerät. Im Gegensatz zu den F-Varianten hatte die Aufklärerversion keine Unterrumpfstationen für die AIM-7-Sparrow-Rakete. Die typische Nase der M61-Vulcan-Bordkanone (ab der Version E) entfiel, um Platz für die optischen Aufklärungsmittel bereitzustellen. Die Bugnase ist um einiges länger und besitzt rechts und links sowie an der Unterseite trapezförmige Fenster.

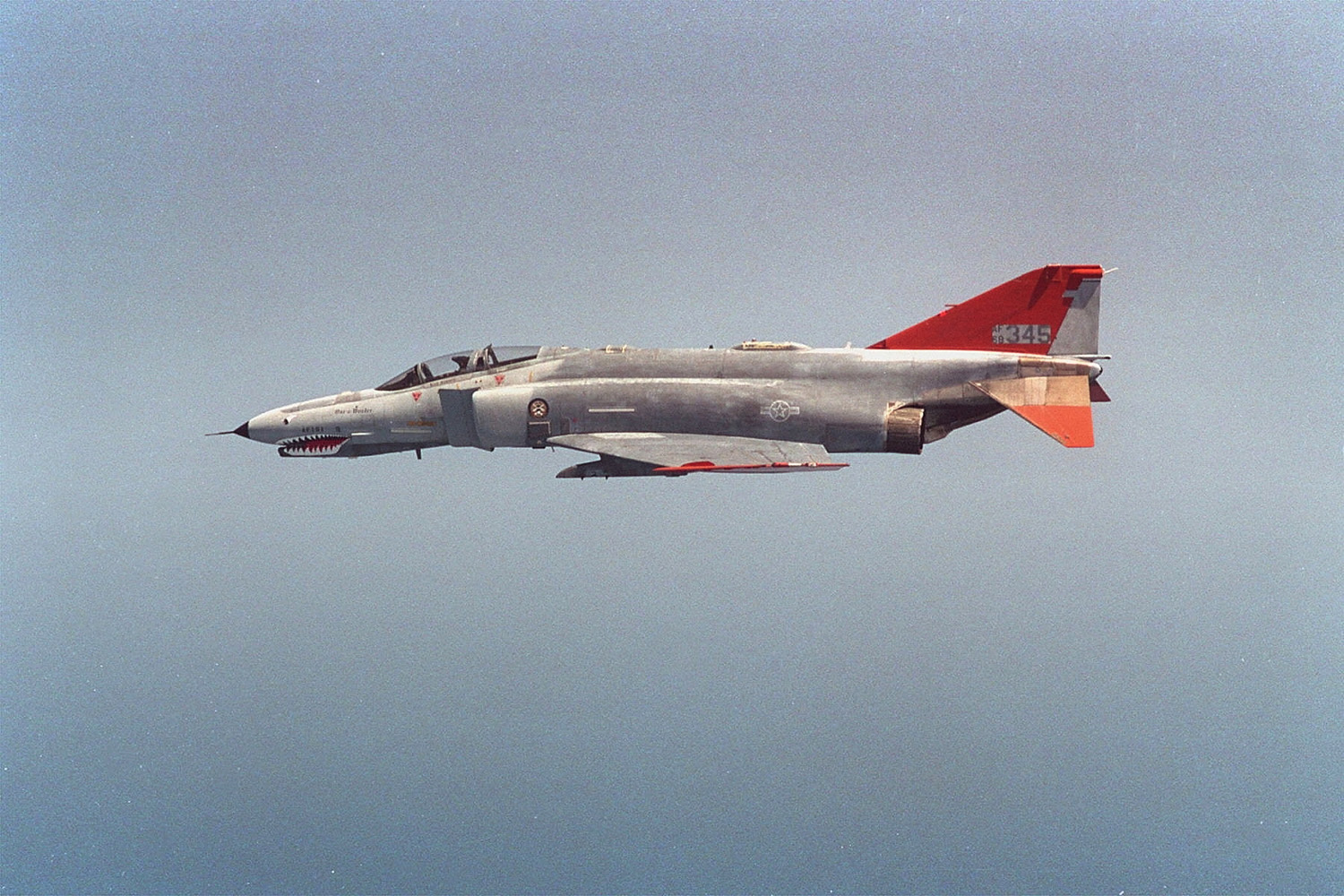
QF-4E der USAF 1998

Die Bundeswehr setzte die Phantom RF-4E bei den Aufklärungsgeschwadern 51 „I“ und 52 ein. Nach der Einführung der Tornado ECR/Recce wurden die letzten RF-4E Mitte der 1990er-Jahre an Griechenland und die Türkei verkauft, wo die letzten Exemplare erst 2017 außer Dienst gestellt wurden.

### F-4X
Die F-4X war ein zusammen mit Israel entwickelter erleichteter Prototyp mit leistungsgesteigerten Triebwerken. Aus politischen Gründen und um der neu entwickelten F-15 keine Konkurrenz zu machen, wurde das Projekt eingestellt.

### QF-4
Die QF-4 waren Drohnen für Zielübungen. Eine Vielzahl F-4, vor allem F-4B (44), F-4N (mindestens 90) und F-4E wurden hierfür umgerüstet und die meisten abgeschossen. Die letzte Zieldrohne, eine QF-4E, wurde am 27. Mai 2015 während einer Gefechtsübung bei der Tyndall Air Force Base abgeschossen. Das Programm lief 2016 aus.

## Zwischenfälle
Vom Erstflug 1958 bis November 2024 kam es mit McDonnell F-4 Phantom II zu 1710 Zwischenfällen. Beispiele:
- Am 18. Mai 1961 ereignet sich der erste Flugunfall mit einer F4H-1F Phantom II (Luftfahrzeugkennzeichen 145316), die zu der 16 Flugzeuge umfassenden Vorserienproduktion (Block 2 und 3) gehörte. Im Rahmen der Operation Sageburner sollten über der White Sands Missile Range in New Mexico Geschwindigkeitsrekorde in niedriger Flughöhe aufgestellt werden. Beim ersten Versuch fiel der Dämpfer der Flugregelung für das Höhenruder aus. Das Flugzeug geriet in oszillierende Schwingungen, bei denen Lastvielfache von mehr als 12 g auftraten. Durch die Überlast zerbrach die Zelle und die sich vom Rumpf separierenden Triebwerke entzündeten den Treibstoff. Die Besatzung starb im Feuerball.[23][24]

- Am 6. Juni 1971 kollidierte eine F-4B des United States Marine Corps (Kennzeichen 151458) in der Nähe von Duarte in Kalifornien in rund 15.000 Fuß Flughöhe mit einer Douglas DC-9 (Kennzeichen N9345) der Fluggesellschaft Hughes Airwest. Beide Flugzeuge wurden dabei so stark beschädigt, dass sie unkontrollierbar wurden und abstürzten. Nur der Radar Intercept Officer (RIO) der Phantom überlebte. Alle 49 Menschen an Bord der DC-9 sowie der Pilot der F-4 starben. Als wahrscheinliche Ursache gilt, dass sich beide Besatzungen nicht rechtzeitig gesehen hatten. Allerdings wurde die Wahrscheinlichkeit, sich unter den gegebenen Rahmenbedingungen gegenseitig rechtzeitig zu erkennen, von der Unfalluntersuchungsbehörde als sehr gering eingeschätzt (siehe auch Hughes-Airwest-Flug 706).[25]

- Am 13. Oktober 1973 streifte ein Kampfflugzeug der United States Air Force (USAF) des Typs McDonnell F-4E Phantom II (Kennzeichen 67-0225) im Tiefstflug einen Transportpanzer vom Typ M113 und stürzte zwischen Trommetsheim (Bayern) und Kattenhochstatt ab. Die beiden Piloten und zwei Soldaten des Panzers kamen ums Leben.[26]

- Am 15. September 1975 eine F-4E der 32. Tactical Fighter Squadron der US-Luftwaffe (Kennzeichen 69-0266) stürzte zwischen Wittmund und Aurich (Niedersachsen) ab. Durch Jet Wash verursacht war in beiden Triebwerken ein Strömungsabriss entstanden. Die Piloten konnten sich mit dem Schleudersitz retten, das Flugzeug wurde vollständig zerstört. Die Besatzung blieb unverletzt (siehe auch Absturz einer F-4 Phantom der US Air Force zwischen Wittmund und Aurich).[27][28]

- Am 6. Juni 1977 stürzte eine McDonnell F-4 Phantom II des Jagdgeschwaders 71 „Richthofen“ (37+87) der Bundeswehr im Tieffluggebiet Area 1 im Bereich von Aschendorf-Hümmling/Cloppenburg (Niedersachsen) bei Lastrup während einer Abfangübung ab. Der Pilot und sein Waffensystemoffizier konnten sich per Schleudersitz retten.[29]
- Am 25. August 1977 stürzte eine RF-4C Phantom II der United States Air Force (66-0424) aus Alconbury (Großbritannien) in Thuine (Emsland) ab. Kurz vorher hatte die Besatzung des Aufklärungsflugzeugs nach einer Zwischenlandung in Hopsten Triebwerksprobleme gemeldet. Beim Absturz kamen der Pilot sowie der Waffensystemoffizier ums Leben.[30]
- Am 18. Juni 1979 um 18:15 Uhr stürzte ein Jagdflugzeug des Typs F-4F Phantom II des Jagdgeschwaders 71 „Richthofen“ der Luftwaffe (38+71) über dem Ortsteil Hagen der Stadt Lage im Kreis Lippe in Nordrhein-Westfalen ab. Bei einer engen Kurve in niedriger Höhe über dem Heimatort des Waffensystemoffiziers wurde das Luftfahrzeug überzogen, geriet außer Kontrolle und stürzte in ein Wohnhaus. Luftfahrzeug und Haus wurden durch den Aufschlag und den dadurch ausgelösten Brand zerstört. Beide Besatzungsmitglieder sowie fünf zum Zeitpunkt des Unfalls anwesende Bewohner des Hauses wurden getötet. Der Unfall gehörte zur häufig tödlichen Kategorie „Verwandtenbesuche“.[31]
- Am 11. Juli 1980 stürzte in Lohne (Oldenburg), Ortsteil Brägel, eine McDonnell F-4F Phantom II der Royal Air Force mit dem Kennzeichen XV418 auf eine Wiese ab, wobei der Pilot Richard Andrew John Mott und der Navigator Ian Michael Johnson umkamen. Laut Zeugenbericht verlor der Pilot bei einer 270-Grad-Rolle für Filmaufnahmen die Kontrolle über die Maschine, die Nase sei zu niedrig gewesen. Automatisch gefilmt wurde aus dem Fach mit dem Bremsschirm einer vorausfliegenden Phantom.[32]
- Am 3. Mai 1982 stürzte eine McDonnell F-4F Phantom II (37+62) des Jagdbombergeschwaders 36 unmittelbar neben dem Störsperrwerk in der Gemeinde Wewelsfleth (Schleswig-Holstein) ab. Die Besatzung kam ums Leben.[33]
- Am 31. Januar 1985 kollidierten zwei McDonnell F-4F Phantom II der Luftwaffe (Luftfahrzeugkennzeichen 37+95, 37+99) bei einer Luftkampfübung über Bremerhaven. Ein Flugzeug stürzte ins Watt, das zweite auf die Halle einer Container-Firma in Bremerhaven. Dabei starben der Waffensystemoffizier (WSO) eines der beiden Flugzeuge sowie ein Mitarbeiter der Firma. Fünf weitere Arbeiter wurden zum Teil schwer verletzt. Die beiden Piloten und der andere WSO konnten sich mit dem Schleudersitz retten (siehe auch Flugzeugkollision über Bremerhaven (1985)).[34][35]
- Am 18. März 1985 stürzte ein Aufklärer des Typs RF-4E Phantom II des Aufklärungsgeschwaders 51 „Immelmann“ der Luftwaffe (35+27) circa fünf Minuten nach dem Start vom Militärflugplatz Zweibrücken dicht am Rand der kleinen Ortschaft Krähenberg in der Nähe von Pirmasens in Rheinland-Pfalz ab. Das Luftfahrzeug wurde zerstört, die Besatzung konnte sich mit dem Schleudersitz retten und wurde dabei verletzt.[36]
- Am 11. April 1985 stürzte ein Jagdflugzeug vom Typ F-4F Phantom II des Jagdgeschwaders 74 der Luftwaffe (38+52) im Anflug auf den Flughafen Bordeaux-Mérignac ab. Das Luftfahrzeug wurde zerstört, die Besatzung getötet. Da ein Außentank nicht umfüllte, bestand eine asymmetrische Gewichtsverteilung. Ursache des Absturzes war ein Verlust der Kontrolle über das Luftfahrzeug in Folge einer nicht angepassten Landetechnik des Luftfahrzeugführers.[10][37]
- Am 24. März 1987 kollidierten zwei F-4F Phantom II der Luftwaffe (38+15, 37+27) bei einer Luftkampfübung in der Nähe von Bremerhaven. Beide Flugzeuge stürzten auf Felder in der Nähe der Ortschaft Langen. Die Besatzung der 38+15 wurde getötet, die andere Besatzung konnte sich mit dem Schleudersitz retten (siehe auch Flugzeugkollision bei Bremerhaven (1987)).[38][39]
- Am 26. Juli 1990 kollidierten zwei F-4E Phantom II der United States Air Force (USAF) (67-0266, 75-0630) bei Furnace Creek (Kalifornien) über dem Tal des Todes im US-amerikanischen Bundesstaat Kalifornien. Dabei starben ein deutscher Pilot und ein amerikanischer Fluglehrer in der 67-0266, die anderen beiden überlebten (siehe auch Flugzeugkollision über dem Tal des Todes).[40][41]
- Am 4. Juni 1998 berührte eine F-4F Phantom II des Jagdgeschwaders 71 „Richthofen“ der Luftwaffe (37+73) ca. 20 Kilometer nördlich des Flugplatzes Goose Bay, Labrador in Kanada den Boden in einem CFIT (Controlled flight into terrain). Eine Rotte F-4F befand sich im Rahmen des Tiefflugtrainings der Luftwaffe (englisch German Air Force Training in Canada (GAFTIC)) auf einem Übungseinsatz. In einem bewaldeten Gebiet streifte eines der Luftfahrzeuge Bäume auf der Spitze eines Hügels. Die Besatzung initiierte den Rettungsausstieg mit den Schleudersitzen. Der Pilot blieb nahezu unverletzt, der Waffensystemoffizier, ein britischer Austauschoffizier, kollidierte beim Herauskatapultieren mit Bäumen und wurde tödlich verletzt. Auf Grund der Unwegsamkeit des Geländes wurde aus Kostengründen auf eine vollständige Bergung des zerstörten und ausgebrannten Flugzeugwracks verzichtet.[42]

## Technische Daten
| Kenngröße                | Daten der F-4B                                                                                      | Daten der F-4E |
| ------------------------ | --------------------------------------------------------------------------------------------------- | --- |
| Typ                      | Abfangjäger                                                                                         | Mehrzweckjäger und Jagdbomber                                                                                     |
| Länge                    | 17,76 m                                                                                             | 19,20 m |
| Flügelspannweite         | 11,71 m                                                                                             | 11,71 m |
| Flügelfläche             | 49,24 m²                                                                                            | 49,24 m² |
| Flügelstreckung          | 2,81                                                                                                | 2,81 |

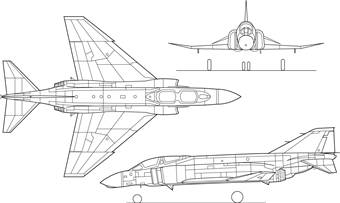
3-Seiten-Riss der F-4C

3-Seiten-Riss der F-4E/F

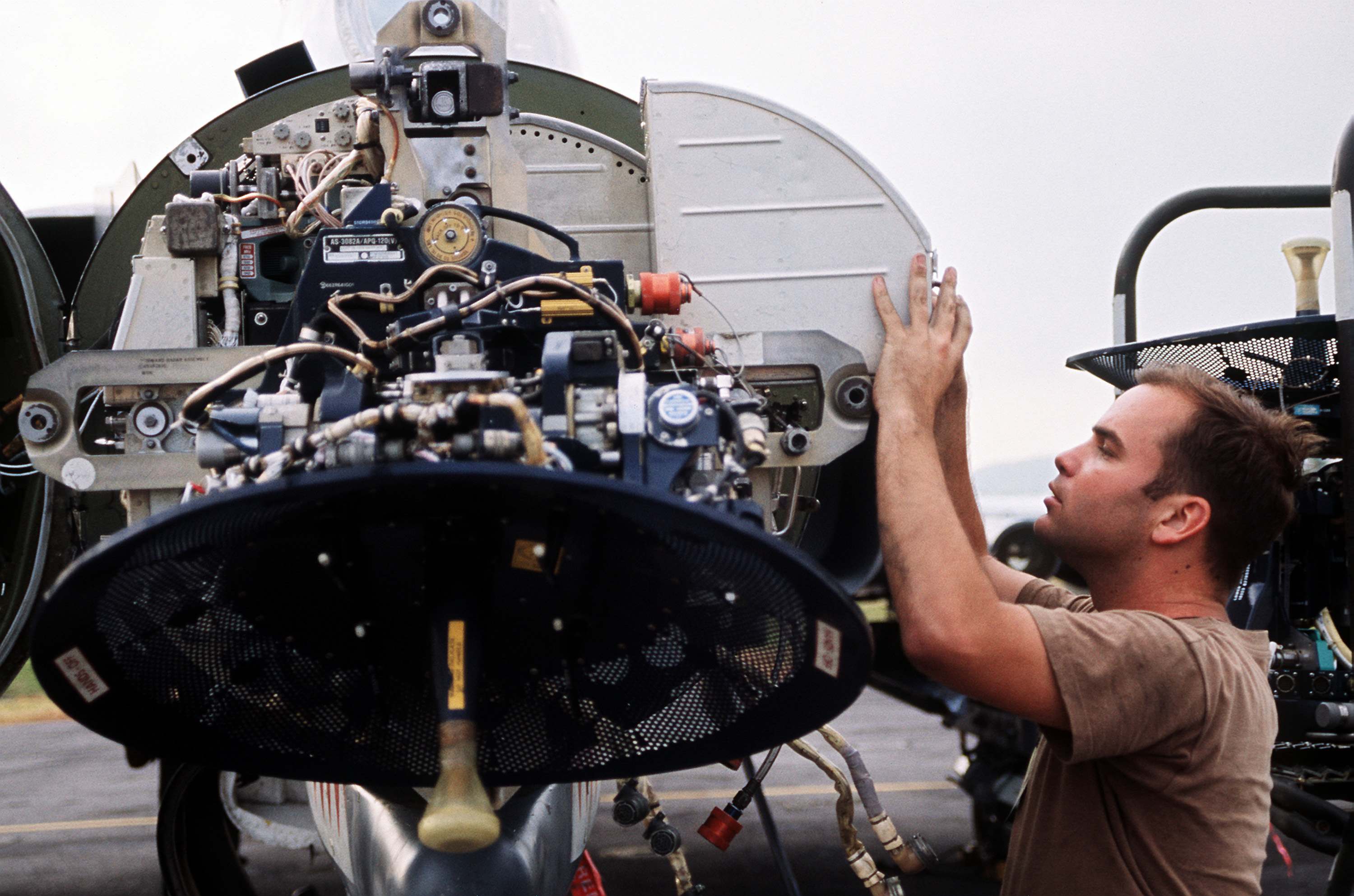
Das AN/APQ-120-Radar einer F-4E

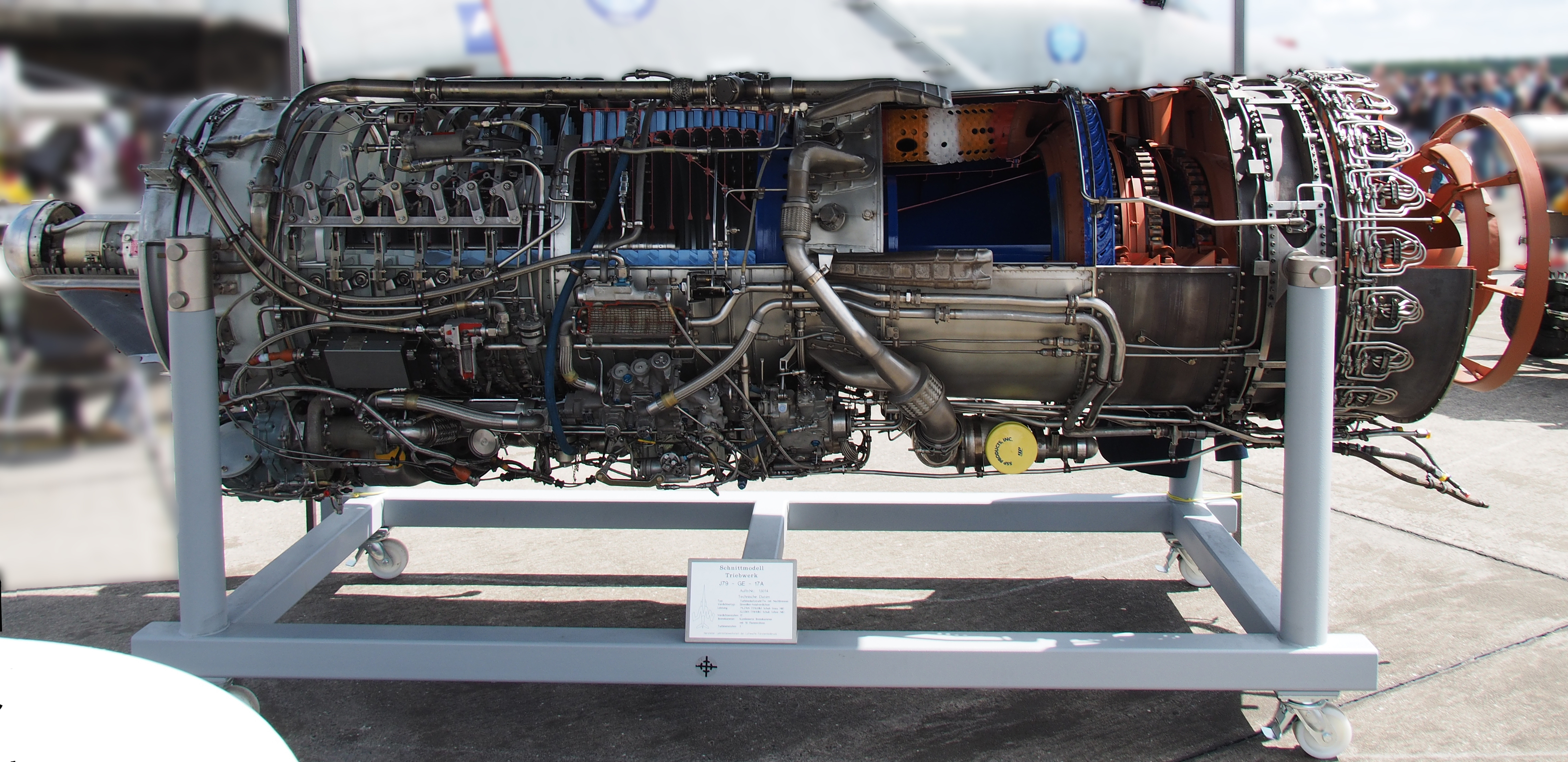
Turbinenluftstrahl-Triebwerk mit Nachbrenner, Phantom F-4F
Einwellen-Axialverdichter
79,27 kN (17.820 lb) Schub mit Nachbrenner – 52,53 kN (11.810 lb) Schub ohne Nachbrenner
17 Verdichterstufen – 3 Turbinenstufen (Schnittmodell)

| Tragflächenbelastung     | k. A.                                                                                               | - minimal (Leermasse): 279 kg/m² - nominal (normale Startmasse): 382 kg/m² - maximal (max. Startmasse): 569 kg/m² |
| Höhe                     | 4,97 m                                                                                              | 5,02 m |
| Leermasse                | ca. 12.700 kg                                                                                       | 13.757 kg |
| normale Startmasse       | k. A.                                                                                               | 18.825 kg |
| max. Startmasse          | 26.308 kg                                                                                           | 28.030 kg |
| Treibstoffkapazität      | k. A.                                                                                               | - intern: 7.549 l - extern: 12.627 l                                                                              |
| Höchstgeschwindigkeit    | Mach 2,27 bzw. 2.414 km/h (auf optimaler Flughöhe)                                                  | - Mach 2,25 bzw. 2.390 km/h (auf optimaler Flughöhe) - 1.464 km/h (auf Meereshöhe)                                |
| Marschgeschwindigkeit    | k. A.                                                                                               | 940 km/h (auf optimaler Flughöhe)                                                                                 |
| Dienstgipfelhöhe         | 18.182 m                                                                                            | 19.685 m |
| Steigrate                | k. A.                                                                                               | 210 m/s |
| Einsatzradius            | k. A.                                                                                               | 680 km |
| Überführungsreichweite   | 2.560 km                                                                                            | 2.817 km |
| Startrollstrecke         | ca. 1.500 m                                                                                         | 1.370 m |
| Landerollstrecke         | ca. 900 m                                                                                           | 1.120 m |
| Landegeschwindigkeit     | 215 km/h                                                                                            | 270 km/h |
| max. Waffenlast          | 6.219 kg                                                                                            | 8.480 kg |
| Triebwerke               | zwei Strahltriebwerke General Electric J79-GE-15                                                    | zwei Strahltriebwerke General Electric J79-GE-17                                                                  |
| Schub                    | - mit Nachbrenner: 2 × 75,71 kN - ohne Nachbrenner: k. A.                                           | - mit Nachbrenner: 2 × 79,65 kN - ohne Nachbrenner: 2 × 51,80 kN                                                  |
| Schub-Gewicht-Verhältnis | - maximal (Leermasse): 1,22 - nominal (normale Startmasse): k. A. - minimal (max. Startmasse): 0,57 | - maximal (Leermasse): 1,18 - nominal (normale Startmasse): 0,86 - minimal (max. Startmasse): 0,58                |

## Ausrüstung

### Bewaffnung
Festinstallierte Bordkanone

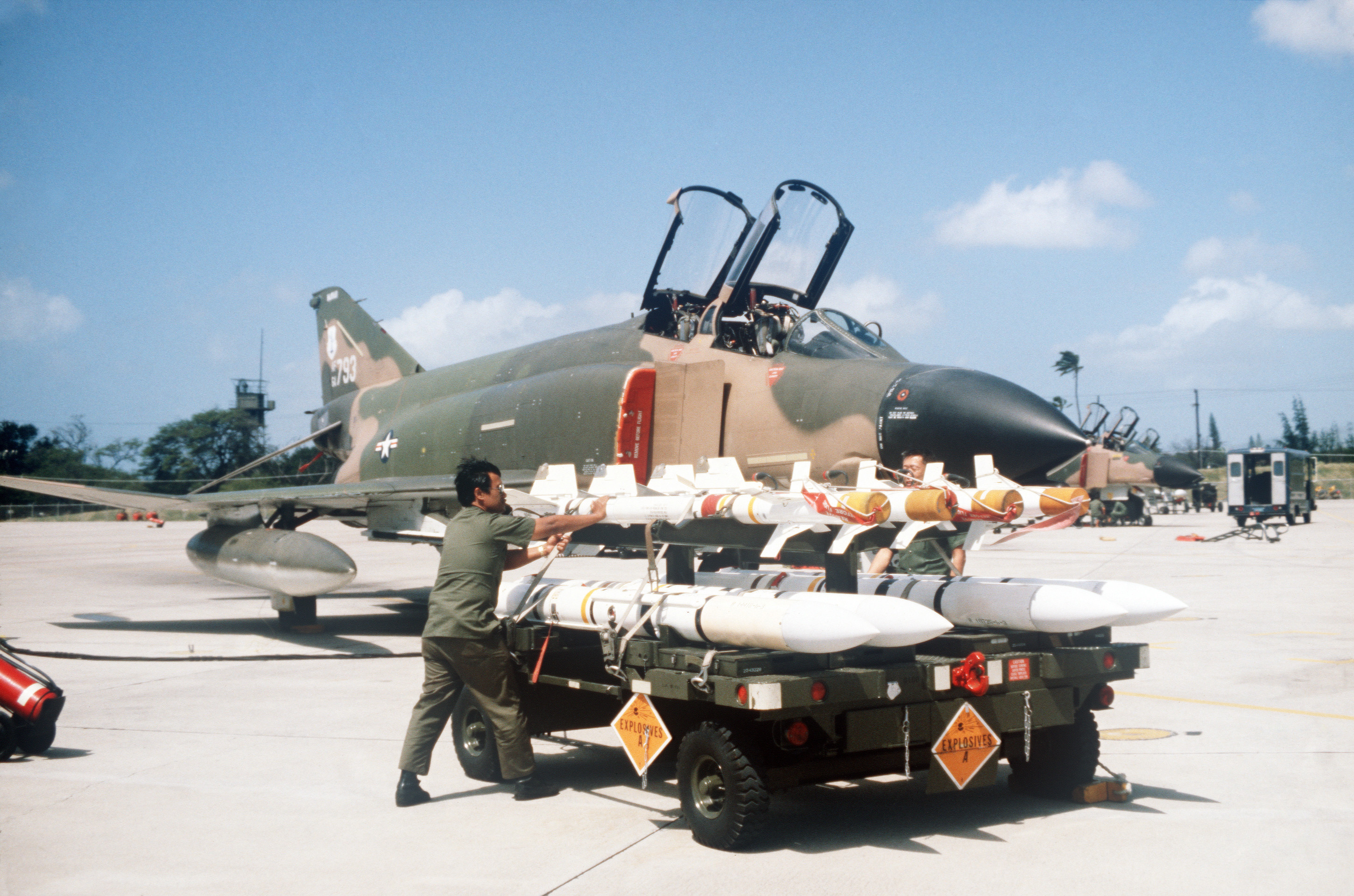
F-4C Phantom wird mit AIM-9P- und AIM-7E-Raketen bestückt

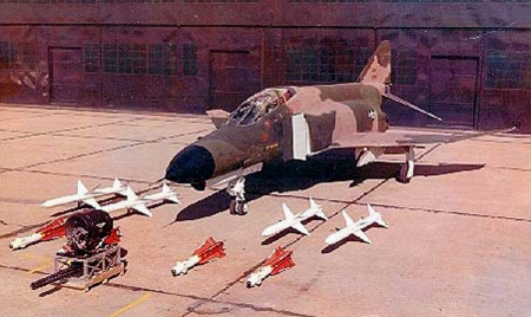
F-4E Phantom mit Bewaffnungsoptionen

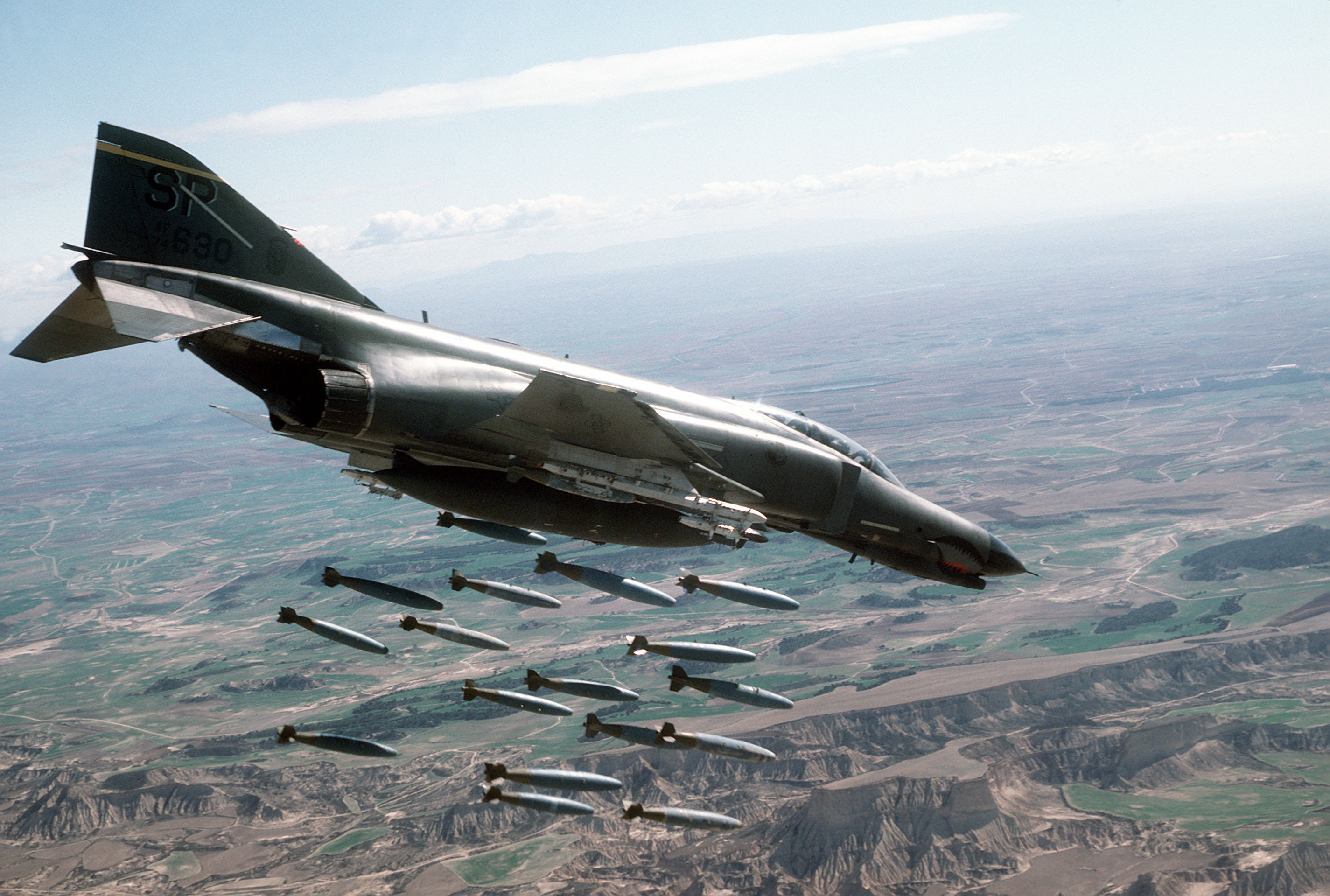
F-4E des 81st TFW beim Abwurf von Mark-82-Bomben

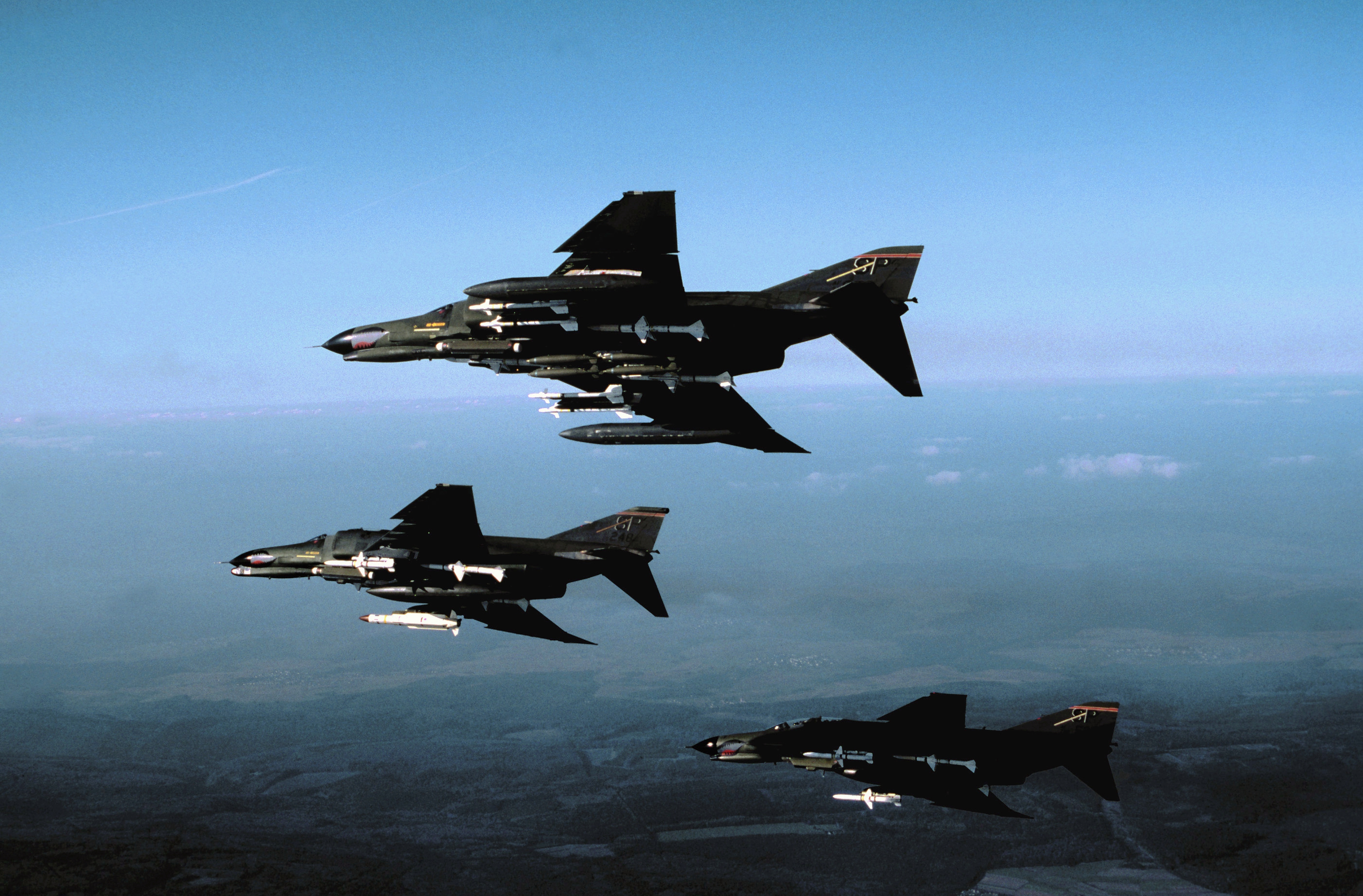
Mit Lenkwaffen und Bomben bewaffnete F-4E/G des 52nd TFW

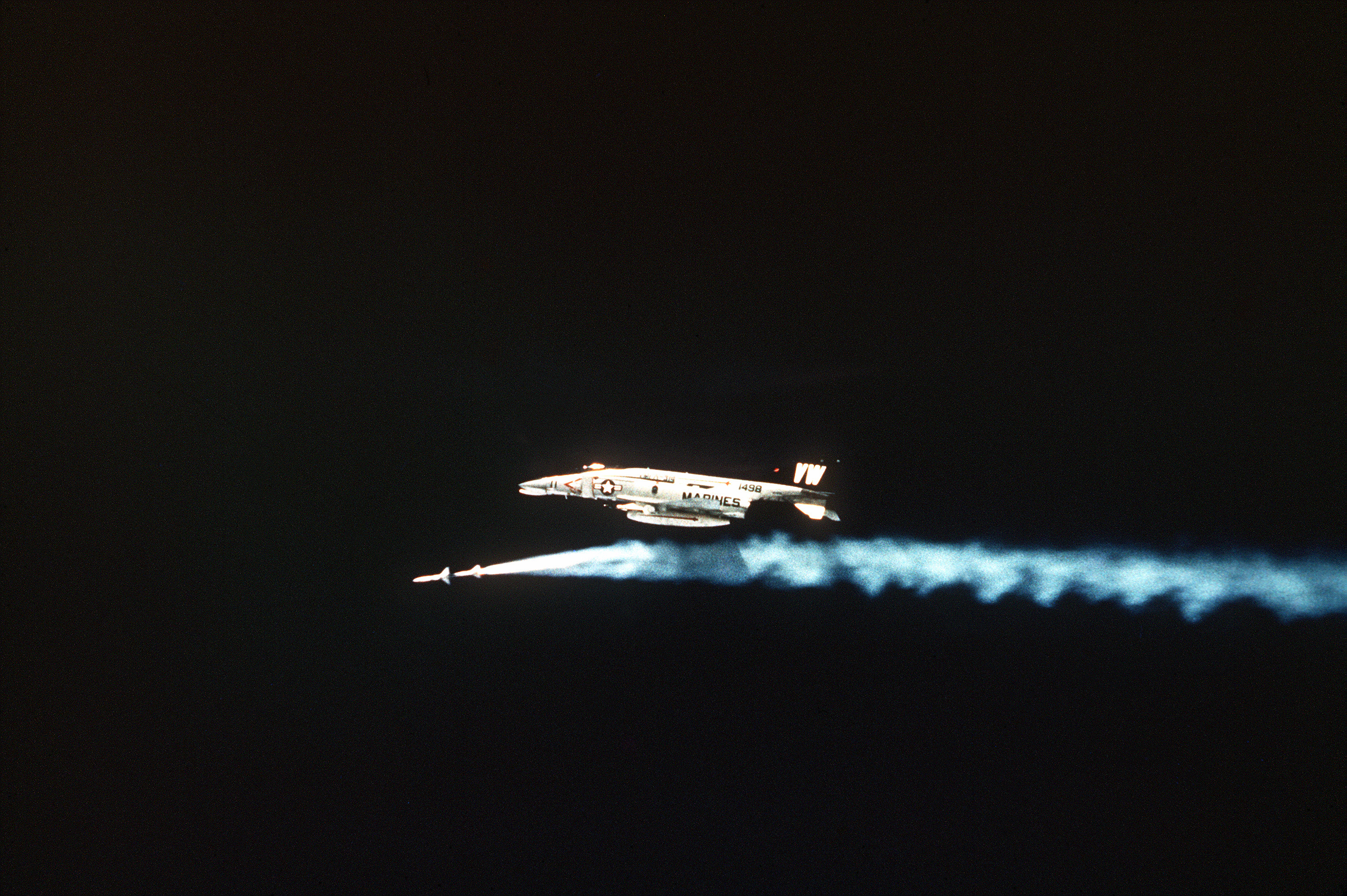
Eine F-4N des USMC feuert eine AIM-7 Sparrow ab

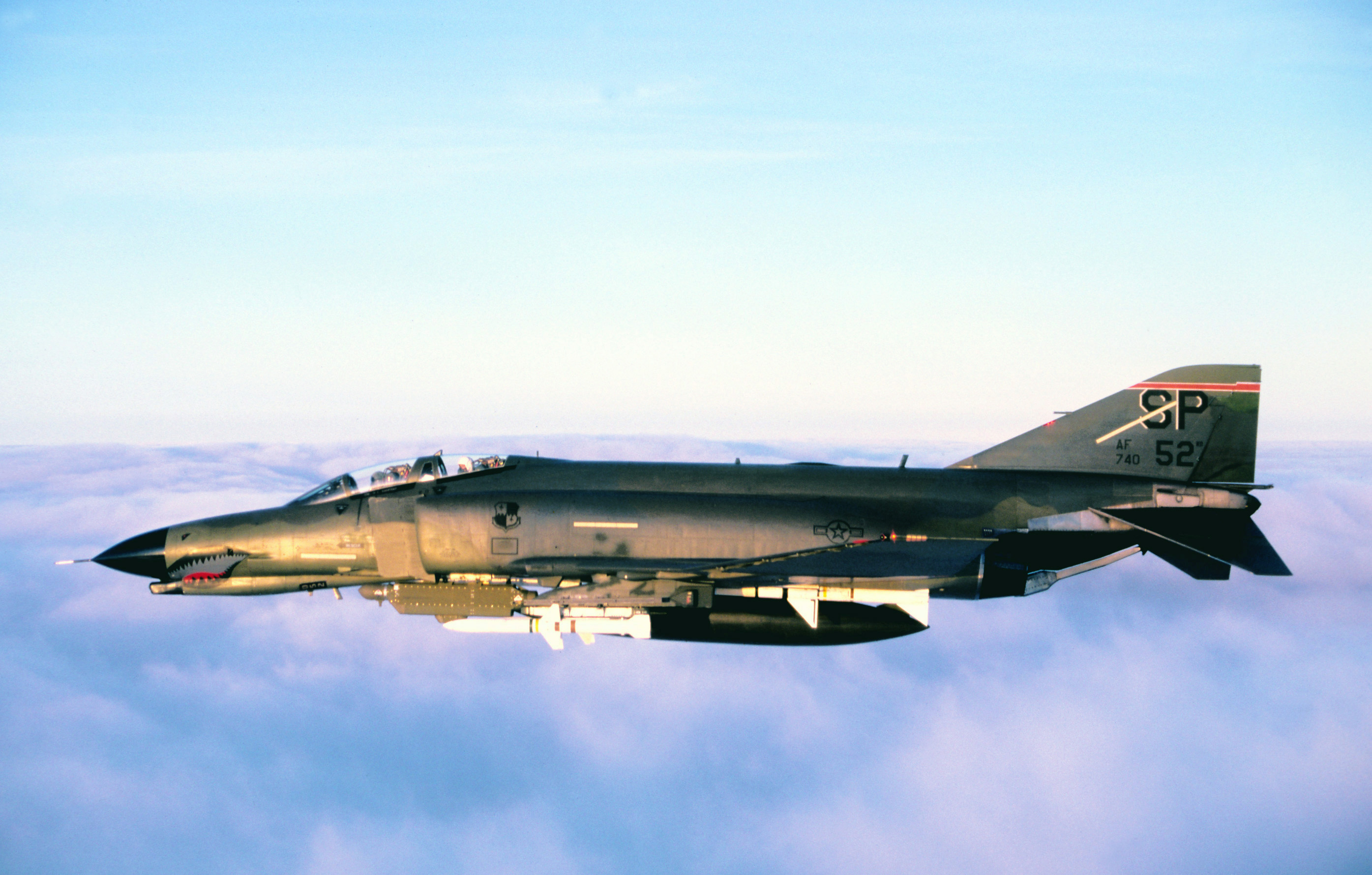
F-4E des 52nd TFW aus Spangdahlem

- 1 × 20-mm-Gatling-Maschinenkanone GE M61A1 „Vulcan“ mit 639 Schuss Munition (nur Varianten E, F)

Kampfmittel bis zu 8.480 kg an 9 Außenlaststationen
Luft-Luft-Lenkflugkörper
- 2 × LAU-114/A-Doppelstartschienenträgern für je 2 × Raytheon AIM-9B/J/L „Sidewinder“ – infrarotgesteuert für Kurzstrecken
- 4 × Hughes AIM-7D/E „Sparrow“ – radar-/halbaktiv-gelenkt
- 4 × Raytheon AIM-120 B „AMRAAM“ (nur Varianten F ICE, E Griechenland) – radargelenkt
- 4 × MHI AAM-3 (Typ-90) (nur Variante EJ Kai)
- 4 × Diehl BGT Defence „IRIS-T“ (nur Varianten F ICE, E Griechenland)
- 4 × BAe „Skyflash“ (nur Variante M) – radar/halbaktiv-gelenkt

Luft-Boden-Lenkflugkörper
- 2 × LAU-88A-Dreifachstartschienenträger für je 3 × Raytheon AGM-65A/B „Maverick“ – infrarot- oder tv-gesteuert
- 4 × LAU-117A-Startschienenträger für 1 × Raytheon AGM-65A/B/G „Maverick“ – infrarot- oder tv-gesteuert
- 2 × Boeing AGM-84A/B „Harpoon“ – Seezielflugkörper
- 4 × LAU-118-Starschienen für je 1 × Texas Instruments AGM-45A/B „Shrike“ – selbstzielsuchender Radarbekämpfungsflugkörper
- 4 × LAU-118-Starschienen für je 1 × Texas Instruments AGM-88A/B „HARM“ – selbstzielsuchender Radarbekämpfungsflugkörper
- 4 × General Dynamics AGM-78 „Standard“ – selbstzielsuchender Radarbekämpfungsflugkörper
- 2 × Rafael „Popeye“ bzw. AGM-142G/H – tv-gesteuert

Ungelenkte Raketen an bis zu drei BRU-42 TER (Triple Ejection Rack)
- 9 × Raketen-Rohrstartbehälter LAU-10/A für je 4 × ungelenkte Zuni-Luft-Boden-Raketen; Kaliber 127 mm / 5 Inch
- 9 × Raketen-Rohrstartbehälter LAU-37/A für je 7 × ungelenkte Zuni-Luft-Boden-Raketen; Kaliber 127 mm / 5 Inch
- 9 × Raketen-Rohrstartbehälter LAU-3/A für je 19 × ungelenkte Hydra-Luft-Boden-Raketen; Kaliber 70 mm / 2,75 Inch
- 9 × Raketen-Rohrstartbehälter LAU-68/A für je 19 × ungelenkte Hydra-Luft-Boden-Raketen; Kaliber 70 mm / 2,75 Inch

Gelenkte Bomben
- 2 × BRU-42 TER (Triple Ejection Rack) für je 3 × GBU-12 „Paveway“ – lasergelenkte Gleitbombe (227 kg)
- 4 × GBU-16 „Paveway“ – lasergelenkte Gleitbombe (454 kg)
- 2 × GBU-10 „Paveway“ – lasergelenkte Gleitbombe (907 kg)
- 2 × GBU-24 „Paveway“ – lasergelenkte Gleitbombe (907 kg)
- 2 × Martin Marietta AGM-62 „Walleye“ (tv-gelenkte Gleitbombe)

Ungelenkte Bomben an bis zu fünf BRU-41 MER (Multiple Ejection Rack) oder BRU-42 TER (Triple Ejection Rack)
- 18 × Mark 81 LDGP (113-kg-/250-lb-Freifallbombe)
- 18 × Mark 82 LDGP (227-kg-/500-lb-Freifallbombe)
- 10 × Mark 83 LDGP (454-kg-/1000-lb-Freifallbombe)
- 5 × Mark 84 LDGP (907-kg-/2000-lb-Freifallbombe)
- 10 × M117 (343-kg-/750-lb-Freifallbombe)
- 5 × M118 (1360 kg / 3000-lb-Freifallbombe)
- 12 × CBU-24/B (362-kg-/800-lb-Streubombe mit 655 BLU-26 oder BLU-36-Splitterbomblets)
- 12 × CBU-39/B (380 kg / 840-lb-Streubombe mit 670 BLU-36-Splitterbomblets)
- 12 × CBU-52/B (359-kg-/789-lb-Streubomb mit 220 BLU-61 Splitter-/Brandbomblets)
- 12 × CBU-58/B (408-kg-/900-lb-Streubombe mit 650 BLU-36-Splitterbomblets)
- 12 × CBU-62/B (380 kg / 840-lb-Streubombe mit 2025 M40-Splitter-/Brandbomblets)
- 12 × CBU-71/B (359-kg-/789-lb-Streubombe mit 650 BLU-86 Splitter-/Brandbomblets)
- 12 × CBU-87/B (428-kg-/945-lb-Streubombe mit 202 BLU-97-Hohlladungs-Bomblets)
- 12 × CBU-89/B „Gator“ (322-kg-/710-lb-Streubombe mit 72 BLU-91 Panzerabwehrminen & 22 BLU-92 Antipersonenminen)
- 15 × CBU-100 (Mark 20 „Rockeye II“) (222-kg-/490-lb-Streubombe mit 247 Mk.118-Hohlladungs-Bomblets)
- 6 × Hunting Engineering BL755 (264-kg-Streubombe mit 147 Hohlladungs-Bomblets)
- 6 × Mark 79 (453 kg / 1000-lb-Napalmbombe)
- 8 × BLU-1/B (395 kg / 750-lb-Napalmbombe)
- 8 × BLU-27/B (395 kg / 750-lb-Napalmbombe)
- 12 × BLU-11/B (227 kg / 500-lb-Napalmbombe)
- 12 × BLU-23/B (222 kg / 500-lb-Napalmbombe)
- 1 × Mk 8 (nukleare Freifallbombe mit 30 kT)
- 1 × Mk 12 (nukleare Freifallbombe mit 14 kT)
- 1 × Mk 91 (nukleare Freifallbombe mit 30 kT)
- 1 × B43 (nukleare Freifallbombe mit 70–1000 kT)
- 1 × B57 (nukleare Freifallbombe mit 0,5–20 kT)
- 1 × B61-2/5 (nukleare Freifallbombe mit 0,3–170 kT)

Zusatzbehälter
- 4 × SUU-13/A – Streumunitionsbehälter für verschiedene Bomblets und Minen
- 4 × SUU-38/A – Streumunitionsbehälter für 540 BLU-42 oder BLU-54-Antipersonenminen
- 1 × SUU-23/A-Kanonenbehälter mit 1 × 20-mm-M61 Vulcan-Maschinenkanone und 1234 Schuss Munition (nur F-4C/D/K/M)
- 1 × GPU-5-Kanonenbehälter mit 1 × 30-mm-GAU-13-Maschinenkanone und 352 Schuss Munition
- 2 × A/B 45Y-1, Y-2, Y-4 – Sprühbehälter
- 2 × TMU-28/B – Sprühbehälter
- 2 × PAU-7/A – Sprühbehälter
- 2 × EKF-Störbehälter AN/ALQ-87
- 1 × EKF-Störbehälter Westinghouse ALQ-101
- 1 × EKF-Störbehälter Westinghouse ALQ-119
- 1 × EKF-Störbehälter ALQ-131
- 1 × 2.345/2.310-Liter-Zusatztank (für 600/610 gal Kerosin)
- 2 × 1.420-Liter-Zusatztank (für 370 gal Kerosin)
- 3 × CNU-188/A-Gepäckcontainer
- 1 × AN/AAQ-28 „Litening“ – Zielbehälter
- 1 × AN/AVQ-10 „Pave Knife“ – Zielbehälter
- 1 × AN/AVQ-11 „Pave Sword“ – Laserpunktsucher
- 1 × AN/AVQ-23 „Pave Spike“ – Zielbehälter
- 1 × AN/AVQ-26 „Pave Tack“ – Zielbehälter
- 1 × verschiedene Aufklärungsbehälter bzw. in Nasenverkleidung (RF-4-Varianten)

### Interne Störgeräte
- 1 × AN/ALQ-51 – Trackbreaker
- 1 × AN/ALQ-91 IFF-Störer
- 1 × AN/ALQ-100 – Trackbreaker / Täuschstörer
- 1 × AN/ALQ-126 – Rauschstörer

### Radarwarngeräte
- 1 × AN/APR-24
- 1 × AN/APR-27
- 1 × AN/APR-30
- 1 × AN/APR-35
- 1 × AN/ALR-45
- 1 × AN/ALR-46
- 1 × AN/ALR-50
- 1 × AN/ALR-66
- 1 × AN/ALR-68
- 1 × AN/ALR-69

### Täuschkörperwerfer
- 2 × AN/ALE-29
- 2 × AN/ALE-39
- 2 × AN/ALE-40

## Wartung
Beispiel für die durchschnittlichen Wartungs- und Inspektionsmaßnahmen einer 35 Jahre alten F-4F Phantom der Luftwaffe mit durchschnittlich 6.500 Flugstunden:
- Grundüberholungen, anfangs alle 54 Monate, später alle 72 Monate. Durchführung bei der Industrie (hier: EADS) und bei der Luftwaffeninstandhaltungsgruppe (LwInsthGrp). Im Durchschnitt sind es sechs Grundüberholungen (GÜ), wobei sich diese Maßnahme zeitlich von anfangs 4,5 Monaten auf heute 14 Monate erhöht hat und insgesamt rund 50 Monate in 35 Jahren ausmachen.
- Hourly Postflight Inspection (HPO), Kontrolle nach Flugstunden
- Periodic Inspection (PE), regelmäßige Inspektion, anfangs alle 75 Flugstunden, später 100 Flugstunden und heute 150 Flugstunden.
- Zwischen zwei Grundüberholungen (GÜ) waren sieben bis zehn Inspektionen (HPO und PE) angefallen, später rund sechs bis sieben. Dabei mussten die Flugzeuge durchschnittlich anfangs 2,5 Wochen bis heute 5 bis 6 Wochen stehenbleiben, insgesamt damit 36 Monate in 35 Jahren.
- 12/24-Monatsinspektionen (MC) alle 12 Monate eine Woche bzw. alle 24 Monate zwei Wochen. Durchschnittlich 14 Monate innerhalb von 35 Jahren.
- Nicht berücksichtigt sind Standzeiten für Sondermaßnahmen bspw. der Neueinrüstung oder Störbehebungsmaßnahmen.

Im Schnitt verbringt eine Maschine damit etwa 100 Monate (ca. 8 Jahre) in 35 Jahren in der Instandhaltung.

## Nutzung außerhalb der USA

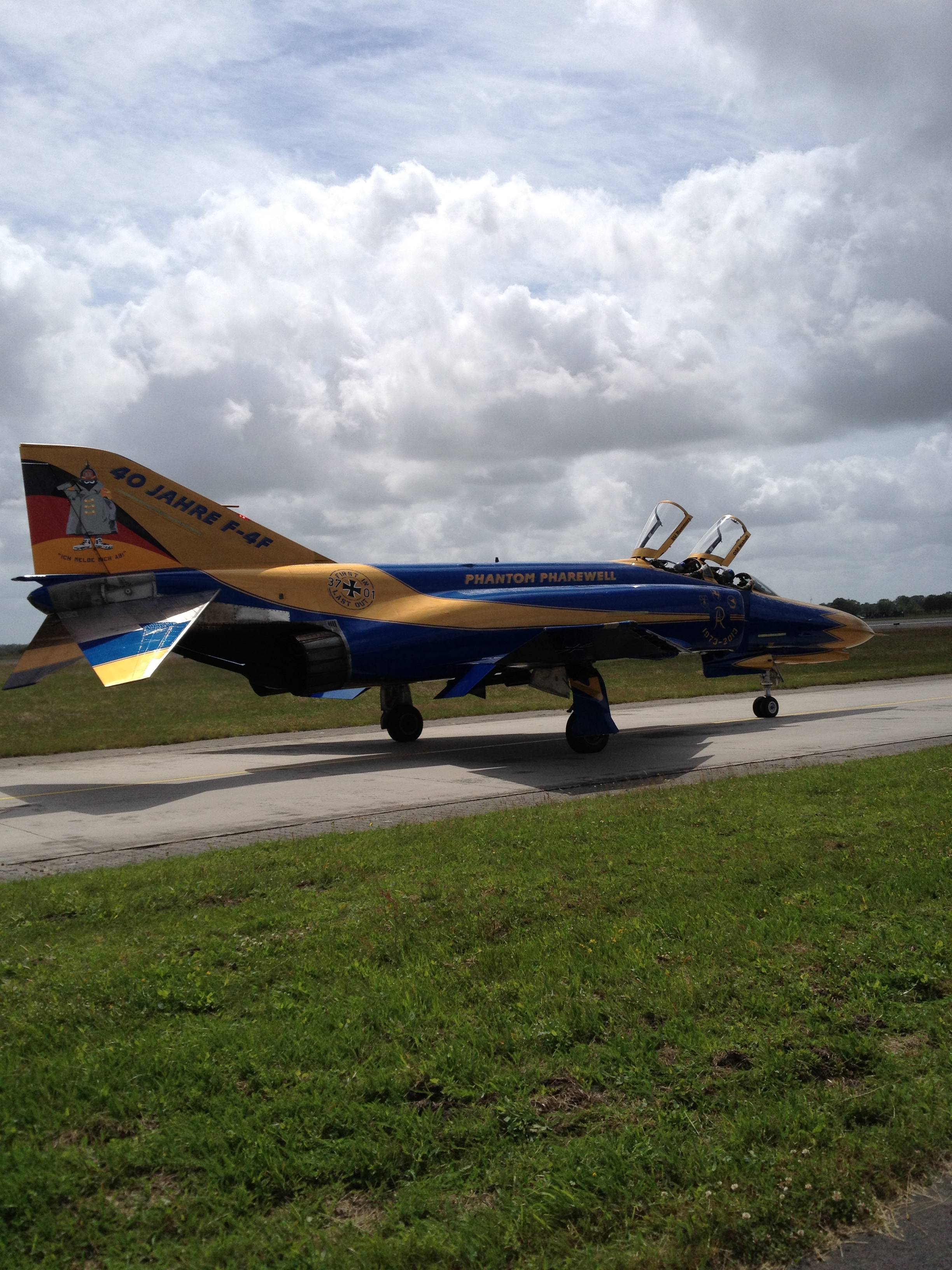
Die 37+01 des JG 71 beim „Roll“ zum letzten Flug im Juni 2013 auf dem Fliegerhorst Wittmundhafen

In Deutschland wurden zwischen 1973 und 1975 insgesamt 175 F-4F beschafft und später mehrmals modernisiert. Die F-4F Phantom II fand bis zum 12. Juni 2008 unter anderem beim Jagdgeschwader 74 in Neuburg/Donau Verwendung. Die letzten Flugzeuge wurden am 29. Juni 2013 bei einem „Phantom Pharewell“ genannten Event beim Jagdgeschwader 71 „Richthofen“ auf dem Fliegerhorst Wittmundhafen verabschiedet und einen Tag später offiziell außer Dienst gestellt.
Nachfolgemuster der Phantom ist das Mehrzweckkampfflugzeug Eurofighter.
Viele Staaten erhielten neben neuen F-4 auch gebrauchte F-4.
Folgende Lieferungen neuer und gebrauchter „Phantoms“ sind bekannt:
- Ägypten 46 F-4E
- Australien 24 F-4E (geleast von der USAF, 14. September 1970 bis 1973, 1 abgestürzt am 16. Juni 1971 (Nr. 69-7203))
- Deutschland
  - 10 F-4E US-Seriennummer/Bundeswehr-Kennzeichen 75-0628 bis 75-0637
  - 175 F-4F US-Seriennummer/Bundeswehr-Kennzeichen 72-1111/37+01 bis 72-1285/38+75
  - 88 RF-4E US-Seriennummer/Bundeswehr-Kennzeichen 69-7448/35+01 bis 69-7535/35+88

Die RF-4E wurden in den 1990er Jahren an die Türkei und Griechenland abgegeben, die F-4F noch bis Sommer 2013 als Abfangjäger eingesetzt.
- Griechenland 121 F-4E und 35 RF-4E
- Iran (Luftstreitkräfte) 32 F-4D, 177 F-4E und 16 RF-4E
- Israel 274 F-4E und 12 RF-4E
- Japan (Luftselbstverteidigungsstreitkräfte) 140 F-4EJ und 27 RF-4EJ
Die 301. Jagdstaffel war die letzte Einheit der japanischen Luftselbstverteidigungsstreitkräfte, die die F-4 flog. Die F-4 wurde nach 48 Jahren am 20. November 2020 offiziell in den Ruhestand versetzt. De facto wurde sie noch bis ins Frühjahr 2021 weiter geflogen, bis die 301. Jagdstaffel vollständig auf die Lockheed Martin F-35 umgeschult war.[44]
- Spanien 40 F-4C und 18 RF-4C
- Südkorea 27 RF-4C, 92 F-4D, 103 F-4E
Die 153. Jagdstaffel der südkoreanischen Luftstreitkräfte war die letzte Südkoreanische Einheit die die F-4 einsetzte. Nach 55 Jahren wurde die F-4 am 7. Juni 2024 außer Dienst gestellt.[45]
- Türkei 233 F-4E und 54 RF-4E
Nach einem tödlichen Unfall am 25. Februar 2015 entschied sich die türkische Regierung, die verbliebenen RF-4E außer Dienst zu stellen. Bei dem Unfall waren bei einem Nachtanflug zwei RF-4E in schlechtem Wetter kollidiert, alle vier Besatzungsmitglieder starben.[46] Die türkischen F-4 blieben jedoch ab 2020 im Einsatz und sollen mindestens bis 2030 fliegen.
- Vereinigtes Königreich
  - Royal Air Force 15 F-4J(UK) und 116 F-4M
  - Royal Navy 52 F-4K

Auch in Israel wurde die F-4E ab 1970 schnell zum Hauptstandbein der israelischen Luftstreitkräfte. Im Abnutzungskrieg und dem Jom-Kippur-Krieg bewährte sie sich in der Rolle als Luftüberlegenheitsjäger und Jagdbomber. F4E-Piloten schossen etliche arabische Flugzeuge ab. Im Yom-Kippur-Krieg waren die Verluste bei Bodenangriffsmissionen durch die dichten Flugabwehrraketengürtel der arabischen Armeen jedoch hoch, ähnlich wie bei solchen Missionen der USAF in Nordvietnam. Im Laufe der Jahre beanspruchten israelische Phantom-Piloten 116 Luftsiege über arabische Maschinen für sich; dafür wurden 56 eigene Maschinen abgeschossen, die meisten durch Boden-Luft-Raketen und Flak. Die letzte F-4 in Israel wurde 2004 ausgemustert.
Diese spätere Version wurde zum Hauptstandbein der US Air Force in Vietnam und diente später in den Luftwaffen vieler weiterer Staaten, z. B. Australien, Großbritannien, Griechenland, Israel, Iran, Japan, Spanien, Südkorea, der Türkei und der Bundesrepublik Deutschland. Die F-4E wurde nicht von der Navy oder den Marines eingesetzt, die älteren F-4B wurden dort aber durch die neue F-4J ersetzt, die jedoch auch kein Bordgeschütz hatte.
Nachdem die „normalen“ F-4 bei Navy, Marines und Air Force bereits durch modernere Typen wie die F-14 Tomcat, F/A-18 Hornet und F-16 Fighting Falcon ersetzt wurden, waren die letzten aktiven USAF-Phantom die auf Wild-Weasel-Einsätze spezialisierten und daher lange Zeit unentbehrlichen F-4G. Ihren letzten Einsatz erlebten diese Jets während der Operation Provide Comfort 1995 über dem Irak; danach wurden auch sie zum großen Teil dem „Flugzeugfriedhof“ auf dem 309th Aerospace Maintenance and Regeneration Group in Arizona zugeführt. Einige wurden später als bemannte oder unbemannte Zieldarstellungsflugzeuge eingesetzt.

### Stationierungsorte in Deutschland

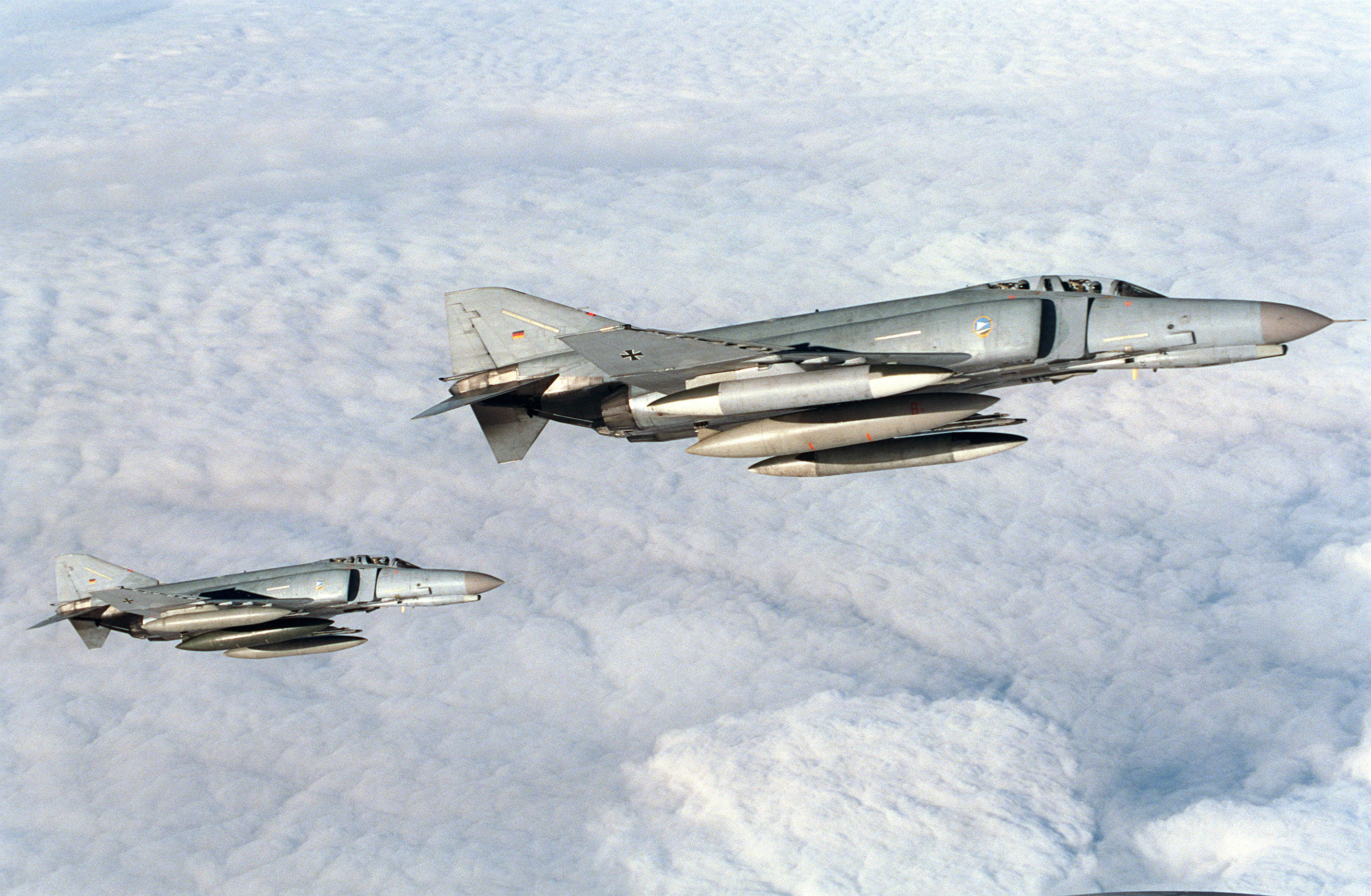
F-4F des JG74, 1998

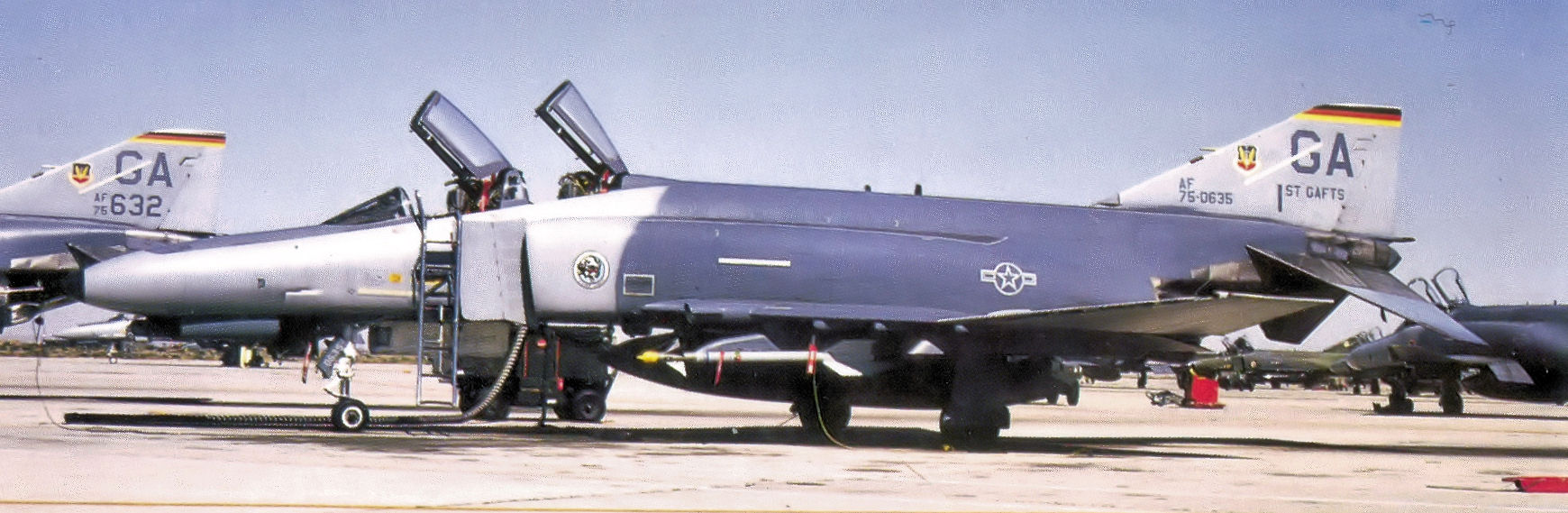
Deutsche F-4E, auf der George AFB

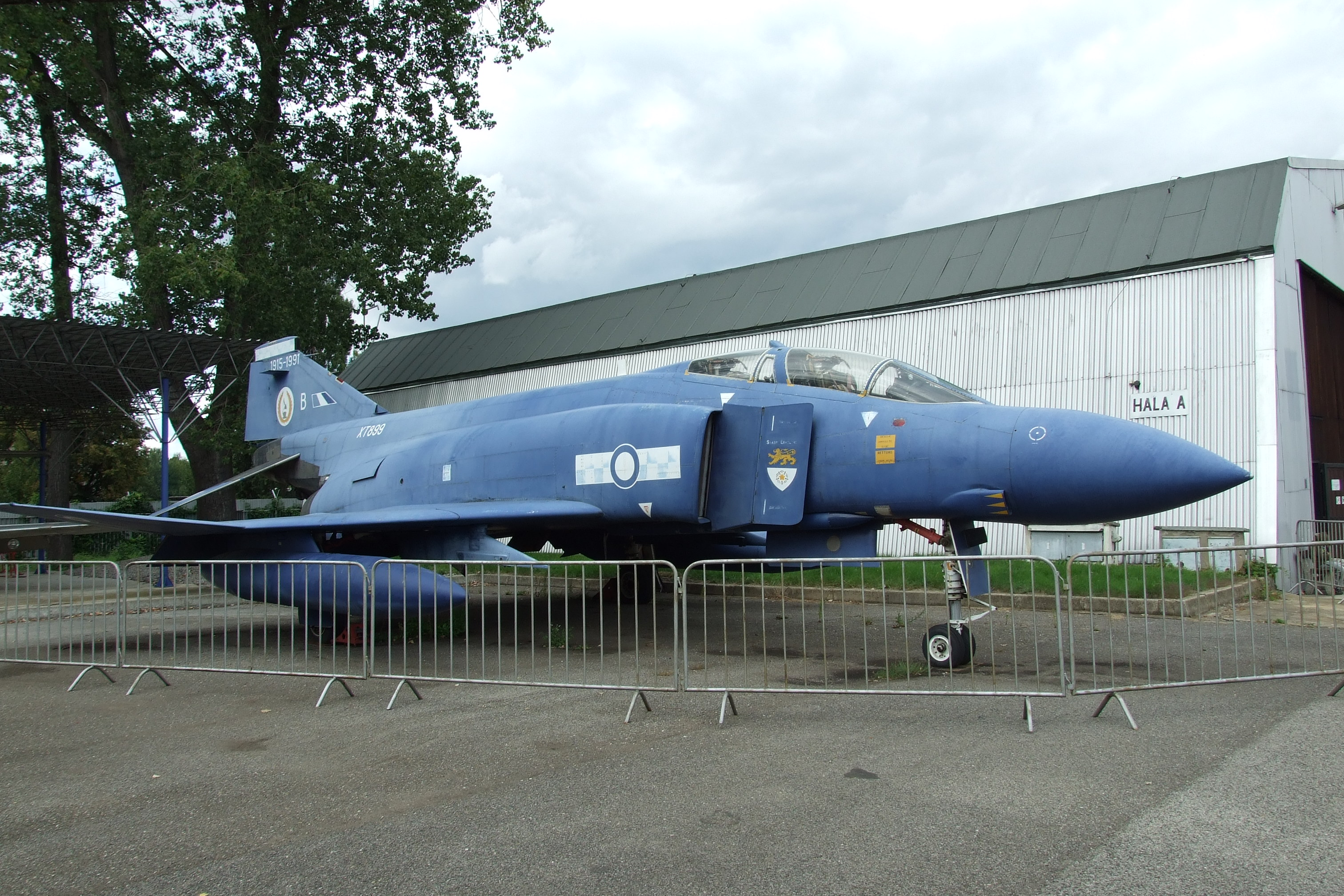
Britische Phantom FGR.2, Luftfahrtmuseum Kbely Prag 2007, früher stationiert in Wildenrath

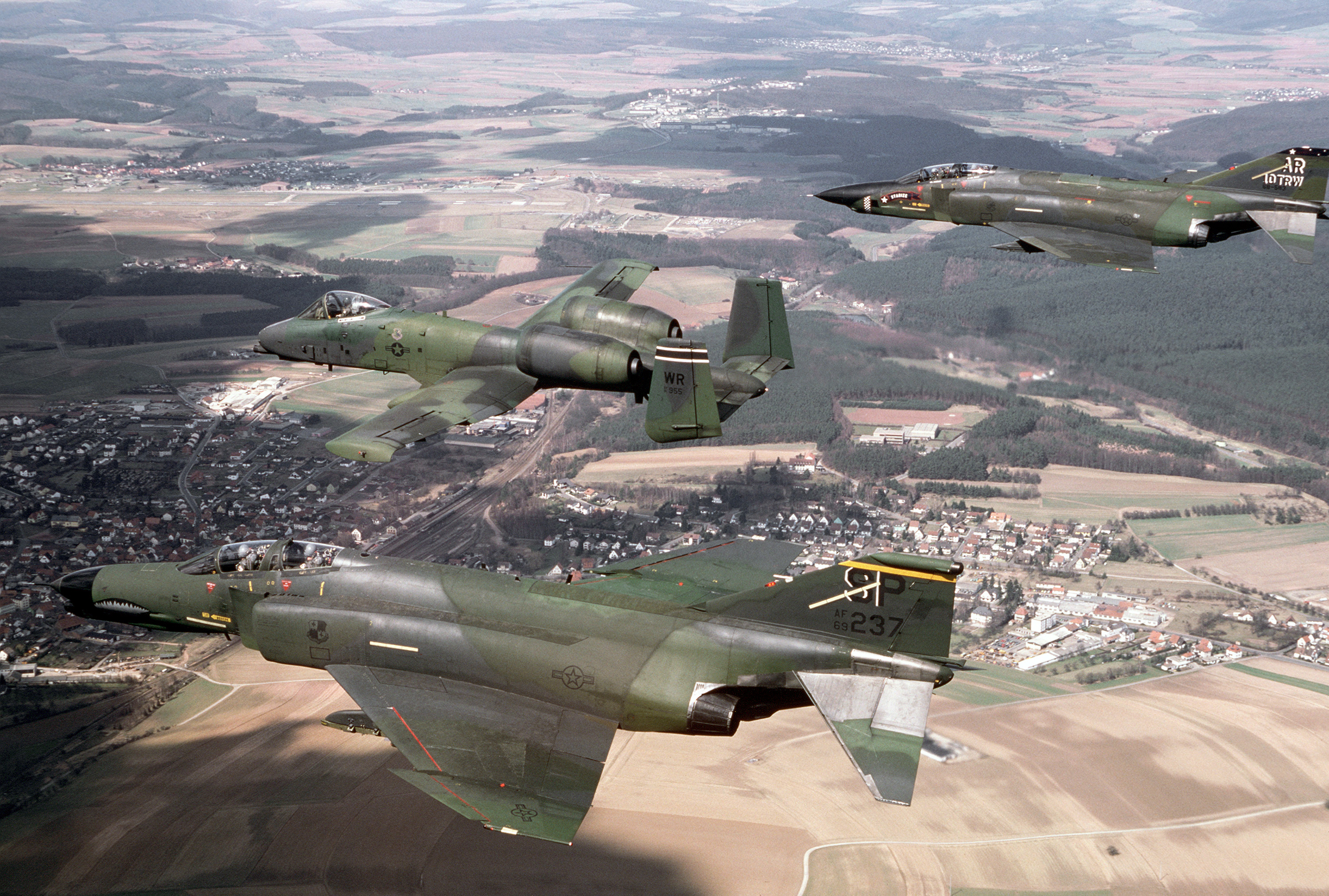
Zwei F-4 und eine A-10 in Formation. Im Vordergrund eine F-4G aus Spangdahlem, 1987

In den 1970er und 1980er Jahren gab es über ein Dutzend Haupteinsatzbasen der Phantom. Zu Beginn der 2010er Jahre bis Juni 2013 nur noch beim Jagdgeschwader 71 „Richthofen“ auf dem Fliegerhorst Wittmundhafen stationiert.
- Bundesamt für Wehrtechnik und Beschaffung bzw. Luftwaffe
  - Fliegerhorst Bremgarten, Januar 1971 bis Dezember 1992, RF-4E Phantom II (Aufklärungsgeschwader 51 „Immelmann“)
  - Fliegerhorst Hopsten, Februar 1975 bis Dezember 2005, F-4F Phantom II (Jagdbombergeschwader 36/Jagdgeschwader 72, zuletzt Fluglehrzentrum F-4F)
  - Fliegerhorst Laage, Juli 1997 bis April 2002, F-4F Phantom II (Jagdgeschwader 73)
  - Fliegerhorst Leck, September 1971 bis Dezember 1993, RF-4E Phantom II (Aufklärungsgeschwader 52)
  - Fliegerhorst Manching, April 1971 bis Juli 2013, RF-4E/F-4F Phantom II (Wehrtechnische Dienststelle 61)
  - Fliegerhorst Pferdsfeld, April 1975 bis Juli 1997, F-4F Phantom II (Jagdbombergeschwader 35)
  - Fliegerhorst Wittmundhafen, August 1973 bis Juni 2013, F-4F Phantom II (Jagdgeschwader 71)
  - Fliegerhorst Neuburg, September 1974 bis Juni 2008, F-4F Phantom II (Jagdgeschwader 74)

Für das Crewtraining unterhielt die Luftwaffe eine mit zunächst F-4E und später F-4F ausgerüstete Luftwaffenausbildungsstaffel (3. DtLwAusbStff USA) in den Vereinigten Staaten. Die Maschinen besaßen zwar taktische Kennzeichen der Bundeswehr, wurden jedoch mit solchen der USAF betrieben. Bis 1992 gehörte die Staffel, zeitweise als 20. Fighter Squadron, zum 35. Tactical Fighter Wing auf der George Air Force Base in der Mojave-Wüste, danach bis Dezember 2004 zum 49. Fighter Wing auf der Holloman AFB.
- Royal Air Force Germany
  - RAF Brüggen, Juni 1970 bis Dezember 1976, F-4M Phantom FGR.2 (2., 14., 17. und 31. Squadron)
  - RAF Laarbruch, April 1971 bis Februar 1976, F-4M Phantom FGR.2 (2. Squadron)
  - RAF Wildenrath, Januar 1977 bis Januar 1992, F-4M Phantom FGR.2 (19. und 92. Squadron)
- United States Air Forces in Europe
  - Bitburg Air Base, 1966 bis 1977, F-4D/E (36. Tactical Fighter Wing)
  - Hahn Air Base, Oktober 1966 bis Juni 1982, F-4D/E (50. Tactical Fighter Wing)
  - Ramstein Air Base, Januar 1973 bis Juni 1986, F-4E (86. Tactical Fighter Wing)
  - Spangdahlem Air Base, Januar 1969 bis Februar 1994, (E)F-4C, F-4D/E/G (36. und 52. Tactical Fighter Wing)
  - Zweibrücken Air Base, Januar 1970 bis April 1991, (E)F/RF-4C (26.,50. und 86. Tactical Reconaissance (26) bzw. Fighter (50/86) Wing)

## Trivia
Die F-4 war eines der am weitesten verbreiteten Kampfflugzeuge, was ihren hohen Bekanntheitsgrad erklärt. Von Bodenpersonal und Piloten immer wieder scherzhaft „Rhino“, „Double Ugly“ (das nach unten geneigte Höhenleitwerk und die nach oben geneigten Tragflächenenden trafen zu Beginn der F-4-Ära ästhetisch nicht den Zeitgeist), „Eisenschwein“, „Ölofen“, „Luftverteidigungsdiesel“ oder „Luftwaffendiesel“ (für die schwarzen, verräterischen Rauchfahnen der beiden Triebwerke) genannt, erfreut sie sich immer noch immenser Beliebtheit bei diesem Personenkreis als einer der – trotz seines hohen Dienstalters – sichersten Militärjets bislang (weniger als 1,3 Zwischenfälle pro 10.000 Flugstunden).
Die anscheinend nicht immer ideale Aerodynamik der F-4 sorgt manchmal auch für Spott, etwa in Form der „Fliegender Ziegelstein“-Witze („Amerikas Beweis an die Welt, dass auch ein Ziegelstein fliegen kann, wenn nur die Triebwerke stark genug sind!“). Die seinerzeit großen Leistungsreserven der Triebwerke sorgten jedoch, gepaart mit der Wandlungsfähigkeit, für eine lange Lebens- und Einsatzdauer. Im Englischen gibt es auch Wortspiele mit dem PH der Phantom, etwa Phabulous Phantom Phixers für die Werkstattmannschaft.